# Eishockey-Weltmeisterschaft der Herren 2019
Die 83. Eishockey-Weltmeisterschaften der Herren der Internationalen Eishockey-Föderation IIHF waren die Eishockey-Weltmeisterschaften des Jahres 2019. Das Turnier der Top-Division mit 16 Nationalmannschaften fand vom 10. bis 26. Mai 2019 in der slowakischen Hauptstadt Bratislava und in Košice statt.
Die weiteren Turniere fanden zwischen März und Mai 2019 in Nur-Sultan, Tallinn, Belgrad, Mexiko-Stadt, Sofia und Abu Dhabi statt. Insgesamt nahmen zwischen März und Mai 2019 52 Nationalmannschaften an den sieben Turnieren der Top-Division und der Divisionen I bis III teil. Mit Kirgisistan und Thailand nahmen – wie schon im Vorjahr – zwei Nationen erstmals an einer Weltmeisterschaft teil.

## Teilnehmer, Austragungsorte und -zeiträume
- Top-Division: 10. bis 26. Mai 2019 in Bratislava und Košice, Slowakei[1]
Teilnehmer:  Dänemark,  Deutschland,  Finnland,  Frankreich,  Großbritannien (Aufsteiger),  Italien (Aufsteiger),  Kanada,  Lettland,  Norwegen,  Österreich,  Russland,  Schweden (Titelverteidiger),  Schweiz,  Slowakei (Gastgeber),  Tschechien,  USA

- Division I
  - Gruppe A: 29. April bis 5. Mai 2019 in Nur-Sultan, Kasachstan
Teilnehmer:  Belarus (Absteiger),  Kasachstan,  Litauen (Aufsteiger),  Slowenien,  Südkorea (Absteiger),  Ungarn
  - Gruppe B: 28. April bis 4. Mai 2019 in Tallinn, Estland
Teilnehmer:  Estland,  Japan,  Niederlande (Aufsteiger),  Polen (Absteiger),  Rumänien,  Ukraine

- Division II
  - Gruppe A: 9. bis 15. April 2019 in Belgrad, Serbien
Teilnehmer:  Australien,  Belgien,  Volksrepublik China,  Kroatien (Absteiger),  Serbien,  Spanien (Aufsteiger)
  - Gruppe B: 21. bis 27. April 2019 in Mexiko-Stadt, Mexiko
Teilnehmer:  Georgien (Aufsteiger),  Island (Absteiger),  Israel,  Mexiko,  Neuseeland,  Nordkorea

- Division III: 22. bis 28. April 2019 in Sofia, Bulgarien
Teilnehmer:  Bulgarien,  Luxemburg (Absteiger),  Südafrika,  Republik China (Taiwan),  Türkei,  Turkmenistan (Aufsteiger)

- Qualifikation zur Division III: 31. März bis 6. April 2019 in Abu Dhabi, Vereinigte Arabische Emirate
Teilnehmer:  Bosnien und Herzegowina,  Hongkong (Absteiger),  Kirgisistan (Neuling),  Kuwait,  Thailand (Neuling),  Vereinigte Arabische Emirate

## Modus
In der Top-Division qualifizieren sich die vier besten Mannschaften jeder Gruppe für das Viertelfinale. Die Gesamtanzahl der Spiele beträgt 64 Partien.
In den Divisionen I und II werden die jeweils zwölf Mannschaften qualitativ in je zwei Gruppen zu sechs Teams aufgeteilt. Dies geschieht auf Grundlage der Abschlussplatzierungen der Weltmeisterschaften des Jahres 2018. Die Division III spielt mit sechs Mannschaften. In der Qualifikation zur Division III spielen die Mannschaften um einen Platz in der Division III 2020.
Aus der Top-Division steigen die beiden Letzten der zwei Vorrundengruppen in die Division I A ab. Die Schweiz als Gastgeber der Weltmeisterschaft 2020 kann dabei nicht absteigen. Aus selbiger steigen die beiden Erstplatzierten zum nächsten Jahr in die Top-Division auf, während der Sechstplatzierte in die Division I B absteigt. Im Gegenzug steigt der Gewinner der Division I B in die Division I A auf. Aus der Division I B steigt ebenfalls der Letzte in die Division II A ab. Die Aufstiegsregelung der Division I B mit einem Auf- und Absteiger gilt genauso für die Divisionen II A und II B.

## Top-Division
Die 83. Eishockey-Weltmeisterschaft der Herren fand zwischen dem 10. und dem 26. Mai 2019 in der slowakischen Hauptstadt Bratislava und in Košice statt. Die Spielorte waren das Zimný štadión Ondreja Nepelu in Bratislava mit 10.055 Plätzen sowie die 8.378 Zuschauer fassende Steel Aréna in Košice. Insgesamt besuchten 470.853 Zuschauer die 64 Turnierspiele, was einem Schnitt von 7.357 pro Partie entspricht.
Den Titel sicherte sich zum insgesamt dritten Mal Finnland, das im Finale Kanada mit 3:1 bezwang. Die Finnen, die mit lediglich zwei Spielern aus der National Hockey League angetreten waren, setzten sich dabei in den Finalrundenspielen mit ihrem defensiven Spielstil gegen die hochkarätig besetzten Teams aus Schweden, Russland und Kanada durch. Bereits vor acht Jahren bei der Weltmeisterschaft 2011 in der Slowakei hatten sie Gold gewonnen. Den dritten Rang sicherte sich Russland, das durch den 3:2-Sieg im Penaltyschießen über Tschechien zum dritten Mal in den letzten vier Jahren die Bronzemedaille gewann.
In der Abstiegsfrage kristallisierten sich an den ersten sechs Spieltagen die beiden Aufsteiger Italien und Großbritannien sowie Österreich und Frankreich heraus. In den Direktduellen am letzten Spieltag gelang es jeweils den beiden Aufsteigern, sich den Klassenerhalt zu sichern. Die Briten siegten trotz eines zwischenzeitlichen 0:3-Rückstands noch mit 4:3 in der Verlängerung und schickten die Franzosen nach zwölf Jahren in der Top-Division in die Division I, wo sie zuletzt im Jahr Weltmeisterschaft 2007 angetreten waren. Im Duell der beiden Alpenländer zwischen Österreich und Italien setzte sich Italien durch einen 4:3-Sieg im Penaltyschießen durch. Den Italienern gelang damit erstmals seit der Weltmeisterschaft 2008 der Klassenerhalt in der Top-Division, während Österreich nach dem Klassenerhalt als Aufsteiger im Vorjahr wieder in die Division IA zurückkehren musste. Zuletzt hatten im Jahr 2006 beide Aufsteiger die Klasse gehalten.

### Teilnehmer
Am Turnier nahmen die besten 14 Mannschaften der Vorjahres-Weltmeisterschaft sowie die beiden Erstplatzierten des Turniers der A-Gruppe der Division I des Vorjahres teil:
| 14 aus Europa     | Dänemark                                        | Deutschland                              | Finnland                    | Frankreich |
| 14 aus Europa     | Großbritannien (Aufsteiger aus der Division IA) | Italien (Aufsteiger aus der Division IA) | Lettland                    | Norwegen   |
| 14 aus Europa     | Österreich                                      | Russland                                 | Schweden (Titelverteidiger) | Schweiz    |
| 14 aus Europa     | Slowakei (Gastgeber)                            | Slowakei (Gastgeber)                     | Tschechien                  | Tschechien |
| 2 aus Nordamerika | Kanada                                          | Kanada                                   | USA                         | USA        |

Gruppeneinteilung
Die Gruppeneinteilung der Vorrunde wurde nach Abschluss der Weltmeisterschaft 2018 festgelegt. Als Basis diente die aktuelle IIHF-Weltrangliste, wobei auf Wunsch des Veranstalters die Slowakei und Norwegen die Gruppen tauschten.
| Gruppe A (Košice)   | Gruppe B (Bratislava) |
| Kanada (1)          | Schweden (2)          |
| USA (4)             | Russland (3)          |
| Finnland (5)        | Tschechien (6)        |
| Deutschland (8)     | Schweiz (7)           |
| Slowakei (10)       | Norwegen (9)          |
| Dänemark (12)       | Lettland (11)         |
| Frankreich (13)     | Österreich (17)       |
| Großbritannien (22) | Italien (19)          |

In Klammern ist der jeweilige Weltranglistenplatz angegeben.

### Austragungsorte
| Bratislava |

| Košice |

| Bratislava |

| Košice |

### Vorrunde
Die Vorrunde der Weltmeisterschaft begann am 10. Mai, beendet wurde die Vorrunde elf Tage später am 21. Mai.

#### Gruppe A
| 10. Mai 2019 16:15 Uhr (Ortszeit) | Finnland K. Kakko (6:47) A. Ilomäki (42:36) K. Kakko (59:26) | 3:1 (1:1, 0:0, 2:0) Spielbericht | Kanada J. Marchessault (8:03) | Steel Aréna, Košice Zuschauer: 6.764 |

| 10. Mai 2019 20:15 Uhr | USA A. DeBrincat (12:05) | 1:4 (1:1, 0:2, 0:1) Spielbericht | Slowakei M. Sukeľ (4:02) E. Černák (21:52) T. Tatar (24:58) M. Krištof (55:54) | Steel Aréna, Košice Zuschauer: 7.430 |

| 11. Mai 2019 12:15 Uhr | Dänemark F. Storm (19:06) M. Lauridsen (19:56) L. Eller (35:29) J. Jensen (46:34) F. Storm (PS) | 5:4 n. P. (2:1, 1:3, 1:0, 0:0, 1:0) Spielbericht | Frankreich C. Bertrand (8:55) O. Dame-Malka (24:08) D. Fleury (32:21) V. Claireaux (33:55) | Steel Aréna, Košice Zuschauer: 6.190 |

| 11. Mai 2019 16:15 Uhr | Deutschland M. Seider (39:21) Y. Ehliz (50:39) L. Draisaitl (52:03) | 3:1 (0:0, 1:0, 2:1) Spielbericht | Großbritannien M. Hammond (43:36) | Steel Aréna, Košice Zuschauer: 6.866 |

| 11. Mai 2019 20:15 Uhr | Slowakei E. Černák (10:52) M. Marinčin (39:20) | 2:4 (1:2, 1:0, 0:2) Spielbericht | Finnland P. Lindbohm (14:21) K. Kakko (16:11) K. Kakko (49:52) K. Kakko (59:45) | Steel Aréna, Košice Zuschauer: 7.421 |

| 12. Mai 2019 12:15 Uhr | USA A. DeBrincat (4:05) F. Vatrano (5:48) A. DeBrincat (6:04) C. White (33:56) P. Kane (35:52) C. Kreider (40:55) C. White (54:21) | 7:1 (3:0, 2:0, 2:1) Spielbericht | Frankreich A. Rech (46:36) | Steel Aréna, Košice Zuschauer: 4.960 |

| 12. Mai 2019 16:15 Uhr | Dänemark M. Bau Hansen (50:19) | 1:2 (0:0, 0:2, 1:0) Spielbericht | Deutschland M. Plachta (30:27) F. Tiffels (39:49) | Steel Aréna, Košice Zuschauer: 5.605 |

| 12. Mai 2019 20:15 Uhr | Großbritannien | 0:8 (0:2, 0:3, 0:3) Spielbericht | Kanada M. Joseph (2:42) A. Mantha (12:33) K. Turris (22:35) D. Strome (27:05) D. Fabbro (39:37) K. Turris (40:57) S. Couturier (46:46) A. Mantha (50:27) | Steel Aréna, Košice Zuschauer: 4.563 |

| 13. Mai 2019 16:15 Uhr | USA B. Skjei (0:50) J. Gaudreau (10:36) D. Larkin (63:47) | 3:2 n. V. (2:1, 0:1, 0:0, 1:0) Spielbericht | Finnland H. Pesonen (19:05) N. Ojamäki (39:28) | Steel Aréna, Košice Zuschauer: 7.060 |

| 13. Mai 2019 20:15 Uhr | Slowakei M. Sukeľ (7:14) A. Liška (8:18) L. Nagy (21:49) A. Liška (25:09) M. Sukeľ (51:45) | 5:6 (2:2, 2:3, 1:1) Spielbericht | Kanada A. Mantha (16:20) S. Theodore (18:10) J. Marchessault (27:01) A. Cirelli (28:43) T. Stecher (36:40) M. Stone (59:59) | Steel Aréna, Košice Zuschauer: 7.420 |

| 14. Mai 2019 16:15 Uhr | Großbritannien | 0:9 (0:3, 0:5, 0:1) Spielbericht | Dänemark J. Jensen (8:49) M. Bau Hansen (9:37) M. Poulsen (12:11) P. Bruggisser (21:08) L. Eller (23:17) N. Jensen (24:38) N. Jensen (31:00) M. Poulsen (35:44) M. Poulsen (51:53) | Steel Aréna, Košice Zuschauer: 3.463 |

| 14. Mai 2019 20:15 Uhr | Deutschland M. Seider (17:07) M. Plachta (33:55) L. Draisaitl (37:54) K. Holzer (59:02) | 4:1 (1:0, 2:1, 1:0) Spielbericht | Frankreich D. Fleury (24:10) | Steel Aréna, Košice Zuschauer: 4.013 |

| 15. Mai 2019 16:15 Uhr | USA J. van Riemsdyk (12:17) C. Keller (29:07) C. Kreider (31:20) A. DeBrincat (37:54) P. Kane (41:00) D. Ryan (49:10) | 6:3 (1:1, 3:1, 2:1) Spielbericht | Großbritannien M. Hammond (15:08) B. Perlini (39:54) B. Davies (56:28) | Steel Aréna, Košice Zuschauer: 5.510 |

| 15. Mai 2019 20:15 Uhr | Deutschland M. Michaelis (23:54) M. Eisenschmid (58:08) L. Draisaitl (59:33) | 3:2 (0:0, 1:2, 2:0) Spielbericht | Slowakei A. Sekera (28:30) L. Hudáček (29:55) | Steel Aréna, Košice Zuschauer: 7.440 |

| 16. Mai 2019 16:15 Uhr | Kanada A. Mantha (8:19) D. Nurse (10:50) A. Cirelli (16:15) A. Mantha (48:36) M. Stone (50:27) | 5:2 (3:0, 0:1, 2:1) Spielbericht | Frankreich D. Fleury (36:13) A. Rech (42:55) | Steel Aréna, Košice Zuschauer: 4.519 |

| 16. Mai 2019 20:15 Uhr | Finnland K. Kakko (25:49) S. Manninen (34:19) H. Pesonen (51:07) | 3:1 (0:0, 2:1, 1:0) Spielbericht | Dänemark M. Madsen (21:49) | Steel Aréna, Košice Zuschauer: 4.812 |

| 17. Mai 2019 16:15 Uhr | Frankreich A. Manavian (32:16) A. Texier (35:09) A. Rech (57:50) | 3:6 (0:2, 2:1, 1:3) Spielbericht | Slowakei R. Pánik (13:25) M. Sukeľ (19:10) L. Hudáček (25:31) E. Černák (40:16) M. Čajkovský (42:41) L. Nagy (45:41) | Steel Aréna, Košice Zuschauer: 7.440 |

| 17. Mai 2019 20:15 Uhr | Finnland T. Rajala (20:24) A. Ohtamaa (25:08) J. Kiviranta (34:59) K. Kuusela (57:27) M. Lehtonen (59:49) | 5:0 (0:0, 3:0, 2:0) Spielbericht | Großbritannien | Steel Aréna, Košice Zuschauer: 5.618 |

| 18. Mai 2019 12:15 Uhr | Dänemark N. Olesen (24:50) | 1:7 (0:4, 1:2, 0:1) Spielbericht | USA F. Vatrano (10:34) A. DeBrincat (11:03) C. Keller (14:24) C. Kreider (18:49) A. DeBrincat (31:55) D. Larkin (33:17) J. Eichel (51:19) | Steel Aréna, Košice Zuschauer: 6.184 |

| 18. Mai 2019 16:15 Uhr | Kanada T. Chabot (2:01) M. Stone (16:43) M. Stone (26:02) M. Stone (38:49) A. Mantha (43:01) A. Mantha (44:55) S. Reinhart (45:28) A. Cirelli (53:10) | 8:1 (2:0, 2:1, 4:0) Spielbericht | Deutschland Y. Ehliz (38:01) | Steel Aréna, Košice Zuschauer: 6.510 |

| 18. Mai 2019 20:15 Uhr | Großbritannien M. Hammond (17:44) | 1:7 (1:3, 0:3, 0:1) Spielbericht | Slowakei A. Sekera (2:04) T. Tatar (2:25) M. Marinčin (9:02) M. Čajkovský (24:33) M. Studenič (29:09) M. Sukeľ (35:11) D. Bondra (58:00) | Steel Aréna, Košice Zuschauer: 7.440 |

| 19. Mai 2019 16:15 Uhr | Deutschland F. Tiffels (11:55) | 1:3 (1:1, 0:0, 0:2) Spielbericht | USA J. van Riemsdyk (13:47) D. Larkin (50:03) J. Eichel (56:15) | Steel Aréna, Košice Zuschauer: 6.293 |

| 19. Mai 2019 20:15 Uhr | Frankreich | 0:3 (0:1, 0:1, 0:1) Spielbericht | Finnland J. Kiviranta (9:24) N. Mikkola (21:51) J. Sallinen (52:31) | Steel Aréna, Košice Zuschauer: 4.682 |

| 20. Mai 2019 16:15 Uhr | Frankreich A. Rech (23:36) S. Treille (27:31) A. Rech (27:37) | 3:4 n. V. (0:0, 3:2, 0:1, 0:1) Spielbericht | Großbritannien R. Dowd (34:59) M. Hammond (38:04) R. Farmer (45:16) B. Davies (62:03) | Steel Aréna, Košice Zuschauer: 7.440 |

| 20. Mai 2019 20:15 Uhr | Kanada P.-L. Dubois (1:00) J. McCann (6:06) J. Marchessault (8:23) S. Reinhart (33:53) S. Reinhart (44:34) | 5:0 (3:0, 1:0, 1:0) Spielbericht | Dänemark | Steel Aréna, Košice Zuschauer: 4.665 |

| 21. Mai 2019 12:15 Uhr | Finnland H. Pesonen (15:05) J. Tyrväinen (24:07) | 2:4 (1:1, 1:1, 0:2) Spielbericht | Deutschland M. Michaelis (17:04) D. Kahun (33:13) L. Draisaitl (44:46) L. Draisaitl (59:00) | Steel Aréna, Košice Zuschauer: 6.685 |

| 21. Mai 2019 16:15 Uhr | Slowakei M. Marinčin (39:04) L. Nagy (PS) | 2:1 n. P. (0:0, 1:0, 0:1, 0:0, 1:0) Spielbericht | Dänemark M. Bødker (46:41) | Steel Aréna, Košice Zuschauer: 7.440 |

| 21. Mai 2019 20:15 Uhr | Kanada P.-L. Dubois (1:49) K. Turris (8:02) J. McCann (35:59) | 3:0 (2:0, 1:0, 0:0) Spielbericht | USA | Steel Aréna, Košice Zuschauer: 7.440 |

| Pl. |                | Sp | S | OTS | OTN | N | Tore  | Punkte |
| --- | -------------- | -- | - | --- | --- | - | ----- | ------ |
| 1.  | Kanada         | 7  | 6 | 0   | 0   | 1 | 36:11 | 18     |
| 2.  | Finnland       | 7  | 5 | 0   | 1   | 1 | 22:11 | 16     |
| 3.  | Deutschland    | 7  | 5 | 0   | 0   | 2 | 18:18 | 15     |
| 4.  | USA            | 7  | 4 | 1   | 0   | 2 | 27:15 | 14     |
| 5.  | Slowakei       | 7  | 3 | 1   | 0   | 3 | 28:19 | 11     |
| 6.  | Dänemark       | 7  | 1 | 1   | 1   | 4 | 18:23 | 6      |
| 7.  | Großbritannien | 7  | 0 | 1   | 0   | 6 | 09:41 | 2      |
| 8.  | Frankreich     | 7  | 0 | 0   | 2   | 5 | 14:34 | 2      |

Abkürzungen: Pl. = Platz, Sp = Spiele, S = Siege, OTS = Siege nach Verlängerung (Overtime) oder Penaltyschießen, OTN = Niederlagen nach Verlängerung oder Penaltyschießen, N = Niederlagen

Erläuterungen: Viertelfinale, Absteiger in die Division IA

#### Gruppe B
| 10. Mai 2019 16:15 Uhr (Ortszeit) | Russland J. Dadonow (8:39) A. Anissimow (14:33) N. Kutscherow (28:13) J. Dadonow (29:47) N. Gussew (41:26) | 5:2 (2:0, 2:0, 1:2) Spielbericht | Norwegen T. Valkvæ Olsen (56:07) J. Holøs (57:47) | Zimný štadión Ondreja Nepelu, Bratislava Zuschauer: 7.698 |

| 10. Mai 2019 20:15 Uhr | Tschechien J. Vrána (1:55) D. Kubalík (36:36) M. Frolík (40:33) J. Vrána (55:50) J. Kovář (59:04) | 5:2 (1:0, 1:2, 3:0) Spielbericht | Schweden P. Hörnqvist (20:24) O. Lindblom (23:01) | Zimný štadión Ondreja Nepelu, Bratislava Zuschauer: 8.723 |

| 11. Mai 2019 12:15 Uhr | Schweiz K. Fiala (1:17) G. Hofmann (7:24) L. Martschini (10:06) V. Praplan (19:54) S. Moser (21:36) K. Fiala (23:32) K. Fiala (41:14) R. Loeffel (46:55) N. Hischier (49:43) | 9:0 (4:0, 2:0, 3:0) Spielbericht | Italien | Zimný štadión Ondreja Nepelu, Bratislava Zuschauer: 8.463 |

| 11. Mai 2019 16:15 Uhr | Lettland R. Balcers (15:21) L. Dārziņš (40:23) R. Ābols (44:19) G. Meija (47:16) R. Ķēniņš (56:00) | 5:2 (1:1, 0:0, 4:1) Spielbericht | Österreich M. Raffl (14:39) R. Herburger (55:44) | Zimný štadión Ondreja Nepelu, Bratislava Zuschauer: 8.917 |

| 11. Mai 2019 20:15 Uhr | Norwegen T. Lindström (10:14) S. Olden (40:52) | 2:7 (1:3, 0:2, 1:2) Spielbericht | Tschechien F. Hronek (2:33) F. Hronek (6:34) M. Frolík (15:32) M. Frolík (23:17) M. Řepík (33:36) F. Chytil (41:30) D. Kubalík (44:52) | Zimný štadión Ondreja Nepelu, Bratislava Zuschauer: 9.033 |

| 12. Mai 2019 12:15 Uhr | Russland J. Dadonow (12:15) N. Kutscherow (34:23) I. Telegin (34:59) J. Dadonow (40:15) I. Kowaltschuk (44:06) | 5:0 (1:0, 2:0, 2:0) Spielbericht | Österreich | Zimný štadión Ondreja Nepelu, Bratislava Zuschauer: 9.033 |

| 12. Mai 2019 16:15 Uhr | Italien | 0:8 (0:1, 0:1, 0:6) Spielbericht | Schweden A. Lander (2:10) P. Hörnqvist (25:25) O. Lindblom (41:57) M. Krüger (42:52) A. Lander (48:55) W. Nylander (52:33) A. Lander (55:32) P. Hörnqvist (58:29) | Zimný štadión Ondreja Nepelu, Bratislava Zuschauer: 6.984 |

| 12. Mai 2019 20:15 Uhr | Lettland M. Indrašis (34:15) | 1:3 (0:0, 1:1, 0:2) Spielbericht | Schweiz G. Hofmann (33:44) N. Hischier (56:21) S. Moser (59:19) | Zimný štadión Ondreja Nepelu, Bratislava Zuschauer: 7.773 |

| 13. Mai 2019 16:15 Uhr | Russland S. Andronow (13:02) N. Gussew (32:35) N. Saizew (59:04) | 3:0 (1:0, 1:0, 1:0) Spielbericht | Tschechien | Zimný štadión Ondreja Nepelu, Bratislava Zuschauer: 9.085 |

| 13. Mai 2019 20:15 Uhr | Norwegen M. Trettenes (51:14) | 1:9 (0:3, 0:5, 1:1) Spielbericht | Schweden A. Wennberg (0:39) P. Hörnqvist (6:40) W. Nylander (18:22) A. Kempe (22:05) P. Hörnqvist (25:54) M. Kempe (26:40) A. Wennberg (29:38) L. Eriksson (38:40) O. Lindblom (57:29) | Zimný štadión Ondreja Nepelu, Bratislava Zuschauer: 8.850 |

| 14. Mai 2019 16:15 Uhr | Italien | 0:3 (0:0, 0:2, 0:1) Spielbericht | Lettland Ro. Bukarts (29:11) R. Marenis (38:14) T. Bļugers (59:04) | Zimný štadión Ondreja Nepelu, Bratislava Zuschauer: 5.532 |

| 14. Mai 2019 20:15 Uhr | Schweiz K. Fiala (19:27) R. Josi (53:02) P. Kurashev (58:34) S. Andrighetto (59:47) | 4:0 (1:0, 0:0, 3:0) Spielbericht | Österreich | Zimný štadión Ondreja Nepelu, Bratislava Zuschauer: 4.488 |

| 15. Mai 2019 16:15 Uhr | Schweiz A. Ambühl (5:30) N. Hischier (20:34) G. Hofmann (49:01) A. Ambühl (56:02) | 4:1 (1:0, 1:0, 2:1) Spielbericht | Norwegen T. Lindström (58:04) | Zimný štadión Ondreja Nepelu, Bratislava Zuschauer: 4.673 |

| 15. Mai 2019 20:15 Uhr | Russland N. Saizew (0:31) D. Chafisullin (8:30) J. Kusnezow (13:15) A. Owetschkin (16:14) J. Kusnezow (20:18) I. Kowaltschuk (26:03) J. Dadonow (33:41) M. Grigorenko (36:25) N. Kutscherow (44:52) J. Dadonow (45:27) | 10:0 (4:0, 4:0, 2:0) Spielbericht | Italien | Zimný štadión Ondreja Nepelu, Bratislava Zuschauer: 7.535 |

| 16. Mai 2019 16:15 Uhr | Schweden G. Landeskog (1:09) M. Krüger (2:37) W. Nylander (5:41) A. Larsson (7:32) A. Kempe (14:39) D. Rasmussen (29:13) E. Lindholm (33:22) O. Ekman Larsson (42:40) E. Pettersson (45:31) | 9:1 (5:0, 2:0, 2:1) Spielbericht | Österreich M. Raffl (47:46) | Zimný štadión Ondreja Nepelu, Bratislava Zuschauer: 8.386 |

| 16. Mai 2019 20:15 Uhr | Tschechien F. Hronek (25:41) J. Kovář (31:01) J. Voráček (37:38) J. Vrána (38:40) D. Simon (45:44) J. Voráček (58:28) | 6:3 (0:2, 4:0, 2:1) Spielbericht | Lettland M. Indrašis (6:04) L. Dārziņš (13:08) L. Dārziņš (55:28) | Zimný štadión Ondreja Nepelu, Bratislava Zuschauer: 9.084 |

| 17. Mai 2019 16:15 Uhr | Österreich P. Schneider (22:08) K. Komarek (49:37) D. Heinrich (59:09) | 3:5 (0:1, 1:1, 2:3) Spielbericht | Norwegen C. Bull (2:01) J. Johannesen (36:42) A. Reichenberg (50:33) C. Bull (53:22) C. Bull (59:17) | Zimný štadión Ondreja Nepelu, Bratislava Zuschauer: 8.196 |

| 17. Mai 2019 20:15 Uhr | Tschechien M. Gulaš (7:04) R. Gudas (27:09) M. Frolík (32:07) J. Kovář (33:43) D. Jaškin (34:17) D. Simon (56:02) D. Jaškin (57:42) M. Frolík (57:58) | 8:0 (1:0, 4:0, 3:0) Spielbericht | Italien | Zimný štadión Ondreja Nepelu, Bratislava Zuschauer: 9.082 |

| 18. Mai 2019 12:15 Uhr | Lettland O. Cibuļskis (10:28) | 1:3 (1:0, 0:3, 0:0) Spielbericht | Russland D. Orlow (20:27) N. Gussew (23:50) N. Kutscherow (32:40) | Zimný štadión Ondreja Nepelu, Bratislava Zuschauer: 9.084 |

| 18. Mai 2019 16:15 Uhr | Italien A. Miceli (42:03) | 1:7 (0:1, 0:0, 1:6) Spielbericht | Norwegen A. Reichenberg (15:23) M. Trettenes (41:47) M. Haga (43:55) T. Lindström (47:45) S. Olden (49:06) M. Røymark (51:39) S. Espeland (59:08) | Zimný štadión Ondreja Nepelu, Bratislava Zuschauer: 8.872 |

| 18. Mai 2019 20:15 Uhr | Schweden A. Wennberg (18:44) W. Nylander (25:20) E. Gustafsson (28:28) O. Ekman Larsson (51:47) | 4:3 (1:1, 2:1, 1:1) Spielbericht | Schweiz S. Andrighetto (4:09) J. Genazzi (27:58) G. Haas (50:27) | Zimný štadión Ondreja Nepelu, Bratislava Zuschauer: 9.085 |

| 19. Mai 2019 16:15 Uhr | Österreich | 0:8 (0:2, 0:3, 0:3) Spielbericht | Tschechien R. Faksa (6:30) D. Kubalík (14:30) D. Simon (20:41) M. Řepík (30:14) M. Frolík (30:55) M. Řepík (42:26) J. Kolář (44:06) J. Vrána (45:01) | Zimný štadión Ondreja Nepelu, Bratislava Zuschauer: 9.072 |

| 19. Mai 2019 20:15 Uhr | Schweiz | 0:3 (0:1, 0:1, 0:1) Spielbericht | Russland A. Anissimow (3:36) N. Kutscherow (26:20) N. Kutscherow (55:20) | Zimný štadión Ondreja Nepelu, Bratislava Zuschauer: 9.056 |

| 20. Mai 2019 16:15 Uhr | Schweden E. Pettersson (10:15) A. Kempe (33:38) A. Lander (49:00) P. Hörnqvist (50:09) D. Rasmussen (59:26) | 5:4 (1:0, 1:1, 3:3) Spielbericht | Lettland Ro. Bukarts (29:35) Ro. Bukarts (41:11) J. Jaks (43:42) Ro. Bukarts (56:36) | Zimný štadión Ondreja Nepelu, Bratislava Zuschauer: 9.085 |

| 20. Mai 2019 20:15 Uhr | Österreich M. Ganahl (11:25) M. Raffl (16:08) M. Raffl (41:45) | 3:4 n. P. (2:1, 0:2, 1:0, 0:0, 0:1) Spielbericht | Italien A. Bardaro (9:59) S. Kostner (34:35) M. Rosa (38:57) S. McMonagle (PS) | Zimný štadión Ondreja Nepelu, Bratislava Zuschauer: 9.085 |

| 21. Mai 2019 12:15 Uhr | Tschechien J. Voráček (12:21) D. Simon (20:38) M. Frolík (26:20) D. Kubalík (28:27) J Rutta (58:33) | 5:4 (1:1, 3:1, 1:2) Spielbericht | Schweiz L. Frick (2:13) T. Scherwey (26:49) T. Scherwey (41:47) N. Niederreiter (56:19) | Zimný štadión Ondreja Nepelu, Bratislava Zuschauer: 9.085 |

| 21. Mai 2019 16:15 Uhr | Norwegen T. Lindström (15:18) | 1:4 (1:0, 0:1, 0:3) Spielbericht | Lettland M. Indrašis (22:43) J. Jaks (46:59) R. Marenis (47:55) R. Ķēniņš (54:13) | Zimný štadión Ondreja Nepelu, Bratislava Zuschauer: 8.965 |

| 21. Mai 2019 20:15 Uhr | Schweden G. Landeskog (7:32) W. Nylander (52:02) O. Ekman Larsson (56:22) J. Klingberg (58:49) | 4:7 (1:0, 0:6, 3:1) Spielbericht | Russland A. Anissimow (20:57) J. Dadonow (24:10) A. Owetschkin (28:52) K. Kaprisow (34:39) M. Grigorenko (37:17) J. Malkin (37:47) D. Orlow (52:57) | Zimný štadión Ondreja Nepelu, Bratislava Zuschauer: 9.085 |

| Pl. |            | Sp | S | OTS | OTN | N | Tore  | Punkte |
| --- | ---------- | -- | - | --- | --- | - | ----- | ------ |
| 1.  | Russland   | 7  | 7 | 0   | 0   | 0 | 36:07 | 21     |
| 2.  | Tschechien | 7  | 6 | 0   | 0   | 1 | 39:14 | 18     |
| 3.  | Schweden   | 7  | 5 | 0   | 0   | 2 | 41:21 | 15     |
| 4.  | Schweiz    | 7  | 4 | 0   | 0   | 3 | 27:14 | 12     |
| 5.  | Lettland   | 7  | 3 | 0   | 0   | 4 | 21:20 | 9      |
| 6.  | Norwegen   | 7  | 2 | 0   | 0   | 5 | 19:33 | 6      |
| 7.  | Italien    | 7  | 0 | 1   | 0   | 6 | 05:48 | 2      |
| 8.  | Österreich | 7  | 0 | 0   | 1   | 6 | 09:40 | 1      |

Abkürzungen: Pl. = Platz, Sp = Spiele, S = Siege, OTS = Siege nach Verlängerung (Overtime) oder Penaltyschießen, OTN = Niederlagen nach Verlängerung oder Penaltyschießen, N = Niederlagen

Erläuterungen: Viertelfinale, Absteiger in die Division IA

### Finalrunde
Die Finalrunde begann nach Abschluss der Vorrunde am 23. Mai 2019, so dass alle Teams mindestens einen Ruhetag hatten. Zwei der Viertelfinalpartien wurden im Zimný štadión Ondreja Nepelu in Bratislava, die anderen beiden in der Steel Aréna in Košice ausgetragen. Die Viertelfinalpartien fanden wie im Vorjahr im Kreuzvergleich der beiden Vorrundengruppen statt. Im Halbfinale am 25. Mai spielten der Bestplatzierte der Vorrunde gegen die letztplatzierte verbliebene Mannschaft, die restlichen beiden Mannschaften spielten das andere Halbfinale. Das Finale sowie das Spiel um Bronze wurden am 26. Mai in Bratislava gespielt.
|  | Viertelfinale                                          | Viertelfinale | Viertelfinale |    | Halbfinale | Halbfinale | Halbfinale       |          |   | Finale | Finale | Finale |
|  |                                                        |               |               |    |            |            |                  |          |   |        |        |        |
|  | A1                                                     | Kanada        | 3             |    |            |            |                  |          |   |        |        |        |
|  | B4                                                     | Schweiz       | 2             |    |            |            |                  |          |   |        |        |        |
|  | B4                                                     | Schweiz       | 2             | B1 | Russland   | 0          |                  |          |   |        |        |        |
|  |                                                        |               |               | B1 | Russland   | 0          |                  |          |   |        |        |        |
|  | A2                                                     | Finnland      | 1             |    |            |            |                  |          |   |        |        |        |
|  | A2                                                     | Finnland      | 1             | B2 | Tschechien | 5          |                  |          |   |        |        |        |
|  |                                                        |               |               | B2 | Tschechien | 5          |                  |          |   |        |        |        |
|  | A3                                                     | Deutschland   | 1             |    |            |            |                  |          |   |        |        |        |
|  | A3                                                     | Deutschland   | 1             | A2 | Finnland   | 3          |                  |          |   |        |        |        |
|  | (Die Teams werden nach dem Viertelfinale neu gesetzt.) |               |               | A2 | Finnland   | 3          |                  |          |   |        |        |        |
|  |                                                        | A1            | Kanada        | 1  |            |            |                  |          |   |        |        |        |
|  | B1                                                     | A1            | Kanada        | 1  | Russland   | 4          |                  |          |   |        |        |        |
|  | B1                                                     |               |               |    | Russland   | 4          |                  |          |   |        |        |        |
|  | A4                                                     | USA           | 3             |    |            |            |                  |          |   |        |        |        |
|  | A4                                                     | USA           | 3             | A1 | Kanada     | 5          |                  |          |   |        |        |        |
|  |                                                        |               |               | A1 | Kanada     | 5          | Spiel um Platz 3 |          |   |        |        |        |
|  | B2                                                     | Tschechien    | 1             |    |            |            |                  |          |   |        |        |        |
|  | B2                                                     | Tschechien    | 1             | A2 | Finnland   | 5          | B1               | Russland | 3 |        |        |        |
|  |                                                        |               |               | A2 | Finnland   | 5          | B1               | Russland | 3 |        |        |        |
|  | B3                                                     | Schweden      | 4             | B2 | Tschechien | 2          |                  |          |   |        |        |        |

#### Viertelfinale
| 23. Mai 2019 16:15 Uhr (Ortszeit) | Russland N. Gussew (1:07) M. Sergatschow (15:47) K. Kaprisow (41:31) M. Grigorenko (47:02) | 4:3 (2:0, 0:1, 2:2) Spielbericht | USA B. Skjei (22:22) N. Hanifin (45:53) A. DeBrincat (57:10) | Zimný štadión Ondreja Nepelu, Bratislava Zuschauer: 9.085 |

| 23. Mai 2019 16:15 Uhr | Kanada M. Stone (25:45) D. Severson (59:59) M. Stone (65:07) | 3:2 n. V. (0:1, 1:1, 1:0, 1:0) Spielbericht | Schweiz S. Andrighetto (18:06) N. Hischier (39:57) | Steel Aréna, Košice Zuschauer: 6.157 |

| 23. Mai 2019 20:15 Uhr | Tschechien J. Kovář (33:41) J. Voráček (44:19) D. Kubalík (51:41) O. Palát (53:08) J. Kovář (59:51) | 5:1 (0:0, 1:1, 4:0) Spielbericht | Deutschland F. Mauer (37:46) | Zimný štadión Ondreja Nepelu, Bratislava Zuschauer: 9.085 |

| 23. Mai 2019 20:15 Uhr | Finnland N. Mikkola (1:00) P. Lindbohm (25:04) J. Hakanpää (29:08) M. Anttila (58:31) S. Manninen (61:37) | 5:4 n. V. (1:2, 2:2, 1:0, 1:0) Spielbericht | Schweden J. Klingberg (2:38) P. Hörnqvist (16:57) E. Pettersson (20:25) E. Gustafsson (39:35) | Steel Aréna, Košice Zuschauer: 6.304 |

#### Halbfinale
| 25. Mai 2019 15:15 Uhr | Russland | 0:1 (0:0, 0:0, 0:1) Spielbericht | Finnland M. Anttila (50:18) | Zimný štadión Ondreja Nepelu, Bratislava Zuschauer: 9.085 |

| 25. Mai 2019 19:15 Uhr | Kanada M. Stone (5:18) D. Nurse (20:10) P.-L. Dubois (25:06) K. Turris (46:26) T. Chabot (53:00) | 5:1 (1:0, 2:0, 2:1) Spielbericht | Tschechien T. Zohorna (53:59) | Zimný štadión Ondreja Nepelu, Bratislava Zuschauer: 9.085 |

#### Spiel um Platz 3
| 26. Mai 2019 15:45 Uhr | Russland M. Grigorenko (13:00) A. Anissimow (20:39) I. Kowaltschuk (PS) | 3:2 n. P. (1:2, 1:0, 0:0, 0:0, 1:0) Spielbericht | Tschechien M. Řepík (13:41) D. Kubalík (18:34) | Zimný štadión Ondreja Nepelu, Bratislava Zuschauer: 9.085 |

#### Finale
| 26. Mai 2019 20:15 Uhr | Kanada S. Theodore (10:02) | 1:3 (1:0, 0:1, 0:2) Spielbericht | Finnland M. Anttila (22:35) M. Anttila (42:35) H. Pesonen (55:54) | Zimný štadión Ondreja Nepelu, Bratislava Zuschauer: 9.085 |

### Statistik

#### Beste Scorer
Abkürzungen: Sp = Spiele, T = Tore, V = Assists, Pkt = Punkte, +/− = Plus/Minus, SM = Strafminuten; Fett: Turnierbestwert
| Spieler           | Team       | Sp | T | V  | Pkt | +/− | SM |
| ----------------- | ---------- | -- | - | -- | --- | --- | -- |
| William Nylander  | Schweden   | 8  | 5 | 13 | 18  | +16 | 0  |
| Nikita Kutscherow | Russland   | 10 | 6 | 10 | 16  | +11 | 4  |
| Nikita Gussew     | Russland   | 10 | 4 | 12 | 16  | +12 | 0  |
| Jakub Voráček     | Tschechien | 10 | 4 | 12 | 16  | +10 | 2  |
| Mark Stone        | Kanada     | 10 | 8 | 6  | 14  | +10 | 0  |
| Anthony Mantha    | Kanada     | 9  | 7 | 7  | 14  | +9  | 16 |
| Michael Frolík    | Tschechien | 10 | 7 | 7  | 14  | +8  | 2  |
| Dominik Kubalík   | Tschechien | 10 | 6 | 6  | 12  | +10 | 0  |
| Dominik Simon     | Tschechien | 10 | 4 | 8  | 12  | +10 | 2  |
| Patrick Kane      | USA        | 8  | 2 | 10 | 12  | ±0  | 4  |

#### Beste Torhüter
Abkürzungen: Sp = Spiele, Min = Eiszeit (in Minuten), SaT = Schüsse aufs Tor, GT = Gegentore, Sv% = gehaltene Schüsse (in %), GTS = Gegentorschnitt, SO = Shutouts; Fett: Turnierbestwert
Erfasst werden nur Torhüter, die mindestens 40 % der Gesamtspielzeit eines Teams absolviert haben. Sortiert nach Fangquote (Sv%).
| Spieler              | Team        | Sp | Min    | GT | SO | Sv%   | GTS  |
| -------------------- | ----------- | -- | ------ | -- | -- | ----- | ---- |
| Andrei Wassilewski   | Russland    | 8  | 488:02 | 13 | 2  | 94,58 | 1,60 |
| Kevin Lankinen       | Finnland    | 8  | 480:41 | 12 | 2  | 94,20 | 1,50 |
| Mathias Niederberger | Deutschland | 4  | 237:14 | 7  | 0  | 94,17 | 1,77 |
| Leonardo Genoni      | Schweiz     | 4  | 241:30 | 8  | 0  | 93,80 | 1,99 |
| Sebastian Dahm       | Dänemark    | 5  | 307:18 | 10 | 1  | 92,75 | 1,95 |

### Abschlussplatzierungen
Die Platzierungen ergaben sich nach folgenden Kriterien:
- Plätze 1 bis 4: Ergebnisse im Finale sowie im Spiel um Platz 3
- Plätze 5 bis 8 (Verlierer der Viertelfinalpartien): nach Platzierung, dann Punkten, dann Tordifferenz in der Vorrunde
- Plätze 9 bis 16 (Vorrunde): nach Platzierung, dann Punkten, dann Tordifferenz in der Vorrunde

| Pl. | Team           |
| --- | -------------- |
| 1   | Finnland       |
| 2   | Kanada         |
| 3   | Russland       |
| 4   | Tschechien     |
| 5   | Schweden       |
| 6   | Deutschland    |
| 7   | USA            |
| 8   | Schweiz        |
| 9   | Slowakei       |
| 10  | Lettland       |
| 11  | Dänemark       |
| 12  | Norwegen       |
| 13  | Großbritannien |
| 14  | Italien        |
| 15  | Frankreich     |
| 16  | Österreich     |

### Titel, Auf- und Abstieg
| Weltmeister Finnland | Marko Anttila, Jani Hakanpää, Arttu Ilomäki, Henri Jokiharju, Kaapo Kakko, Oliwer Kaski, Joel Kiviranta, Miika Koivisto, Kristian Kuusela, Juho Lammikko, Kevin Lankinen, Mikko Lehtonen, Petteri Lindbohm, Eetu Luostarinen, Sakari Manninen, Niko Mikkola, Atte Ohtamaa, Niko Ojamäki, Juho Olkinuora, Harri Pesonen, Toni Rajala, Jere Sallinen, Veli-Matti Savinainen, Juhani Tyrväinen, Veini Vehviläinen Cheftrainer: Jukka Jalonen Assistenztrainer: Kari Lehtonen, Mikko Manner, Antti Pennanen |

| Silber Kanada | Tyler Bertuzzi, Mackenzie Blackwood, Thomas Chabot, Anthony Cirelli, Sean Couturier, Pierre-Luc Dubois, Dante Fabbro, Carter Hart, Adam Henrique, Mathieu Joseph, Tyson Jost, Anthony Mantha, Jonathan Marchessault, Jared McCann, Brandon Montour, Matt Murray, Philippe Myers, Darnell Nurse, Sam Reinhart, Damon Severson, Troy Stecher, Mark Stone, Dylan Strome, Shea Theodore, Kyle Turris Cheftrainer: Alain Vigneault Assistenztrainer: Kirk Muller, Lindy Ruff |

| Bronze Russland | Sergei Andronow, Artjom Anissimow, Alexander Barbanow, Dinar Chafisullin, Jewgeni Dadonow, Wladislaw Gawrikow, Alexander Georgijew, Michail Grigorenko, Nikita Gussew, Kirill Kaprisow, Ilja Kowaltschuk, Jewgeni Kusnezow 1, Nikita Kutscherow, Jewgeni Malkin, Nikita Nesterow, Dmitri Orlow, Alexander Owetschkin, Sergei Plotnikow, Nikita Sadorow, Nikita Saizew, Michail Sergatschow, Ilja Sorokin, Artjom Sub, Iwan Telegin, Andrei Wassilewski Cheftrainer: Ilja Worobjow Assistenztrainer: Anwar Gatijatulin, Alexei Kudaschow, Alexei Schamnow |

 1 wegen der Einnahme von Kokain wurde Jewgeni Kusnezow aus der Ergebnisliste gestrichen.
| Absteiger in die Division IA:   | Frankreich, Österreich |
| Aufsteiger in die Top-Division: | Belarus, Kasachstan    |

### Auszeichnungen
Spielertrophäen
| Auszeichnung         | Spieler            | Team       |
| -------------------- | ------------------ | ---------- |
| Wertvollster Spieler | Mark Stone         | Kanada     |
| Bester Torhüter      | Andrei Wassilewski | Russland   |
| Bester Verteidiger   | Filip Hronek       | Tschechien |
| Bester Stürmer       | Nikita Kutscherow  | Russland   |

All-Star-Team
| Angriff:      | Jakub Voráček – William Nylander – Mark Stone |
| Verteidigung: | Filip Hronek – Mikko Lehtonen                 |
| Tor:          | Andrei Wassilewski                            |

## Division I

### Gruppe A in Nur-Sultan, Kasachstan
Das Turnier der Gruppe A wurde vom 29. April bis 5. Mai 2019 in der kasachischen Landeshauptstadt Nur-Sultan (vormals und seit 2022 wieder Astana) ausgetragen. Die Spiele fanden in der 12.000 Zuschauer fassenden Barys Arena, der Heimspielstätte des KHL-Klubs Barys Nur-Sultan, statt. Insgesamt besuchten 41.552 Zuschauer die 15 Turnierspiele, was einem Schnitt von 2.770 pro Partie entspricht.
Beim Turnier der Gruppe A der Division I war das Feld der Aufstiegsaspiranten bereits nach dem zweiten Turniertag auf drei Kandidaten zusammengeschrumpft, nachdem Gastgeber Kasachstan sowie die beiden Vorjahresabsteiger Belarus und Südkorea mit jeweils zwei Siegen und sechs Punkten in der oberen Tabellenhälfte standen, während Slowenien, Ungarn und Aufsteiger Litauen noch auf den ersten Punktgewinn warteten. Am dritten Spieltag verlor dann auch Südkorea sein erstes Spiel gegen die Gastgeber, während Belarus das richtungsweisende Spiel gegen die mit NHL-Spieler Anže Kopitar verstärkten Slowenen gewann. Die Südkoreaner konnten auch am vierten Spieltag gegen die abstiegsgefährdeten Litauer keinen weiteren Sieg einfahren, wodurch sowohl den Kasachen als auch Belarussen aus dem direkten Duell je ein Punkt zum Aufstieg genügte. Diesen sammelten beide Teams durch den 3:2-Verlängerungssieg der Gastgeber. Somit sicherte sich bereits am Vorschlusstag Gastgeber Kasachstan und Belarus den Aufstieg in die Top-Division. Während den Kasachen nach drei Jahren die Rückkehr unter die besten 16 Mannschaften der Welt gelang, schafften die Belarussen nach dem Abstieg im Vorjahr den unmittelbaren Wiederaufstieg. Kasachstan feierte schließlich auch den Turniersieg, während Belarus durch die abschließende, aber unbedeutende 1:4-Niederlage gegen Südkorea Zweiter wurde.
In der Abstiegsfrage blieb es jedoch bis zum Schlusstag ein Dreikampf der Mannschaften aus Slowenien, Ungarn und Litauen. Während die Slowenen nach drei Niederlagen zu Beginn die beiden direkten Duelle gegen die Abstiegskandidaten mit zwei Siegen und 15:0 Toren souverän für sich entschied, war letztlich das direkte Duell zwischen Ungarn und Litauen vom dritten Spieltag entscheidend. Dies gewann Ungarn zwar deutlich mit 4:1, aufgrund des überraschenden Siegs der Litauer über Südkorea blieb es aufgrund der Punktgleichheit aber bis zum Schlusstag spannend. Durch das 0:9 gegen Slowenien stiegen die Balten wieder umgehend in die Gruppe B ab.
Die individuellen Auszeichnungen teilten sich unter vier der sechs Teilnehmernationen auf. Als bester Torwart wurde der eingebürgerte Südkoreaner Matt Dalton ausgezeichnet. Er wurde zudem ins All-Star-Team berufen. Die höchste Fangquote und den geringsten Gegentorschnitt wies allerdings der Slowene Luka Gračnar auf. Seine beiden Shutouts waren zugleich die beiden einzigen im Turnierverlauf. Den Titel des besten Verteidigers und die Berufung ins All-Star-Team sicherte sich mit Darren Dietz ein eingebürgerter Spieler des Aufsteigers Kasachstan. Neben ihm stand sein Teamkollege Leonid Metalnikow im All-Star-Aufgebot. Zum besten Stürmer wurde der eingebürgerte Belarusse Geoff Platt ernannt, während der Kasache Nikita Michailis als wertvollster Spieler ausgezeichnet wurde und der Slowene Jan Drozg das Turnier als Topscorer abschloss. Ebenso viele Punkte, aber weniger Tore sammelten der Südkoreaner Kim Sang-wook, Geoff Platt und Anže Kopitar, der zugleich bester Vorlagengeber der WM-Gruppe war. Die Torjägerkrone sicherte sich mit sechs Treffern der Shin Sang-hoon aus Südkorea. In der Sturmreihe des All-Star-Teams fanden sich neben den individuell ausgezeichneten Nikita Michailis und Geoff Platt auch Kim Sang-wook wieder. In der Plus/Minus-Wertung war mit einer Wertung von +7 ebenfalls Jan Drozg führend.
| 29. April 2019 12:30 Uhr (Ortszeit) | 29. April 2019 8:30 Uhr (MESZ) | Ungarn J. Hári (15:46) | 1:5 (1:1, 0:2, 0:2) Spielbericht | Südkorea Shin S.-h. (15:01) Ahn J.-h. (21:42) Kim S.-w. (28:06) Kim K.-s. (48:48) Kim S.-w. (49:29) | Barys Arena, Nur-Sultan Zuschauer: 922 |

| 29. April 2019 16:00 Uhr | 29. April 2019 12:00 Uhr | Litauen D. Bogdziul (2:52) D. Zubrus (8:23) P. Gintautas (52:34) | 3:4 (2:3, 0:0, 1:1) Spielbericht | Belarus S. Lapatschuk (8:51) S. Maljauka (15:52) G. Platt (16:35) M. Feaktystau (43:00) | Barys Arena, Nur-Sultan Zuschauer: 625 |

| 29. April 2019 20:00 Uhr | 29. April 2019 16:00 Uhr | Slowenien A. Kuralt (37:03) D. Rodman (38:24) | 2:3 (0:3, 2:0, 0:0) Spielbericht | Kasachstan N. Michailis (3:54) A. Nekrjatsch (9:45) N. Michailis (15:09) | Barys Arena, Nur-Sultan Zuschauer: 7.923 |

| 30. April 2019 16:00 Uhr | 30. April 2019 12:00 Uhr | Südkorea Kim K.-s. (4:35) Kim W.-j. (27:40) Kim S.-w. (29:32) Kim H.-s. (30:08) Shin S.-h. (59:22) | 5:3 (1:3, 3:0, 1:0) Spielbericht | Slowenien M. Podlipnik (8:32) K. Ograjenšek (12:05) R. Sabolič (16:03) | Barys Arena, Nur-Sultan Zuschauer: 780 |

| 30. April 2019 19:30 Uhr | 30. April 2019 15:30 Uhr | Belarus M. Feaktystau (4:32) J. Lissawez (29:49) G. Platt (45:29) | 3:1 (1:0, 1:0, 1:1) Spielbericht | Ungarn V. Galló (54:31) | Barys Arena, Nur-Sultan Zuschauer: 648 |

| 1. Mai 2019 16:30 Uhr | 1. Mai 2019 12:30 Uhr | Kasachstan D. Boyd (10:13) N. Kleschtschenko (31:21) D. Dietz (59:21) | 3:1 (1:0, 1:0, 1:1) Spielbericht | Litauen A. Domeika (41:25) | Barys Arena, Nur-Sultan Zuschauer: 7.265 |

| 2. Mai 2019 12:30 Uhr | 2. Mai 2019 8:30 Uhr | Litauen T. Kumeliauskas (18:59) | 1:4 (1:2, 0:2, 0:0) Spielbericht | Ungarn I. Bartalis (8:42) I. Bartalis (15:26) C. Erdély (26:14) I. Sofron (36:04) | Barys Arena, Nur-Sultan Zuschauer: 513 |

| 2. Mai 2019 16:00 Uhr | 2. Mai 2019 12:00 Uhr | Belarus J. Scharanhowitsch (3:24) A. Jawenka (45:42) G. Platt (49:12) A. Dsjamkou (58:49) | 4:1 (1:0, 0:0, 3:1) Spielbericht | Slowenien R. Sabolič (43:30) | Barys Arena, Nur-Sultan Zuschauer: 555 |

| 2. Mai 2019 19:30 Uhr | 2. Mai 2019 15:30 Uhr | Südkorea Shin S.-w. (50:13) | 1:4 (0:2, 0:1, 1:1) Spielbericht | Kasachstan P. Akolsin (3:57) L. Metalnikow (16:46) D. Schewtschenko (29:45) N. Kleschtschenko (52:30) | Barys Arena, Nur-Sultan Zuschauer: 5.766 |

| 3. Mai 2019 19:30 Uhr | 3. Mai 2019 15:30 Uhr | Ungarn | 0:6 (0:1, 0:3, 0:2) Spielbericht | Slowenien M. Štebih (13:57) J. Drozg (20:59) J. Drozg (23:16) A. Kuralt (30:22) A. Kopitar (54:11) A. Hebar (58:33) | Barys Arena, Nur-Sultan Zuschauer: 1.012 |

| 4. Mai 2019 14:00 Uhr | 4. Mai 2019 10:00 Uhr | Südkorea Kim S.-w. (42:26) | 1:2 (0:1, 0:0, 1:1) Spielbericht | Litauen T. Kumeliauskas (13:16) P. Gintautas (49:32) | Barys Arena, Nur-Sultan Zuschauer: 321 |

| 4. Mai 2019 17:30 Uhr | 4. Mai 2019 13:30 Uhr | Kasachstan N. Michailis (8:36) T. Schailauow (15:12) A. Schestakow (63:42) | 3:2 n. V. (2:0, 0:1, 0:1, 1:0) Spielbericht | Belarus A. Dsjamkou (26:49) M. Feaktystau (44:16) | Barys Arena, Nur-Sultan Zuschauer: 7.418 |

| 5. Mai 2019 12:30 Uhr | 5. Mai 2019 8:30 Uhr | Slowenien R. Sabolič (3:54) J. Drozg (16:16) A. Kopitar (28:16) T. Čimžar (28:48) B. Goličič (34:47) K. Ograjenšek (39:29) J. Drozg (49:05) A. Magovac (55:23) J. Drozg (59:01) | 9:0 (2:0, 4:0, 3:0) Spielbericht | Litauen | Barys Arena, Nur-Sultan Zuschauer: 361 |

| 5. Mai 2019 16:00 Uhr | 5. Mai 2019 12:00 Uhr | Belarus A. Dsjamkou (2:39) | 1:4 (1:0, 0:1, 0:3) Spielbericht | Südkorea Shin S.-h. (28:48) Shin S.-h. (49:07) Shin S.-h. (56:36) Shin S.-h. (58:47) | Barys Arena, Nur-Sultan Zuschauer: 349 |

| 5. Mai 2019 19:30 Uhr | 5. Mai 2019 15:30 Uhr | Kasachstan N. Michailis (23:50) A. Nekrjatsch (41:52) J. Rymarew (57:15) | 3:1 (0:0, 1:0, 2:1) Spielbericht | Ungarn I. Sofron (45:51) | Barys Arena, Nur-Sultan Zuschauer: 7.096 |

| Pl. |            | Sp | S | OTS | OTN | N | Tore  | Punkte |
| --- | ---------- | -- | - | --- | --- | - | ----- | ------ |
| 1.  | Kasachstan | 5  | 4 | 1   | 0   | 0 | 16:07 | 14     |
| 2.  | Belarus    | 5  | 3 | 0   | 1   | 1 | 14:12 | 10     |
| 3.  | Südkorea   | 5  | 3 | 0   | 0   | 2 | 16:11 | 9      |
| 4.  | Slowenien  | 5  | 2 | 0   | 0   | 3 | 21:12 | 6      |
| 5.  | Ungarn     | 5  | 1 | 0   | 0   | 4 | 07:18 | 3      |
| 6.  | Litauen    | 5  | 1 | 0   | 0   | 4 | 07:21 | 3      |

Abkürzungen: Pl. = Platz, Sp = Spiele, S = Siege, OTS = Siege nach Verlängerung (Overtime) oder Penaltyschießen, OTN = Niederlagen nach Verlängerung oder Penaltyschießen, N = Niederlagen

Erläuterungen: Aufsteiger in die Top-Division, Absteiger in die Division IB

#### Division-IA-Aufstiegsmannschaften
| Division-IA-Aufsteiger Kasachstan | Pawel Akolsin, Älichan Ässetow, Brandon Bochenski, Dustin Boyd, Darren Dietz, Henrik Karlsson, Nikita Kleschtschenko, Sergei Kudrjawzew, Alexei Makljukow, Leonid Metalnikow, Nikita Michailis, Anton Nekrjatsch, Waleri Orechow, Jegor Petuchow, Jewgeni Rymarew, Anton Sagadejew, Talghat Schailauow, Jegor Schalapow, Arkadi Schestakow, Dmitri Schewtschenko, Maxim Semjonow, Martin St. Pierre Trainer: Andrej Skabelka     |
| Division-IA-Aufsteiger Belarus    | Aljaksandr Assipkou, Nick Bailen, Daniil Bokun, Kryszijan Chenkel, Arzjom Dsjamkou, Mikita Feaktystau, Aleh Jawenka, Jauhen Kawyrschyn, Aljaksandr Kitarau, Stanislau Lapatschuk, Jauhen Lissawez, Aljaksandr Kahaljou, Arzjom Kisly, Aljaksandr Maljauka, Sjarhej Maljauka, Dsmitryj Miltschakou, Geoff Platt, Illja Salaujou, Jahor Scharanhowitsch, Maksim Suschko, Mikita Uszinenka, Arzjom Wolkau Trainer: Andrei Sidorenko |

### Gruppe B in Tallinn, Estland
Das Turnier der Gruppe B wurde vom 28. April bis 4. Mai 2019 in der estnischen Landeshauptstadt Tallinn ausgetragen. Die Spiele fanden in der 5.840 Zuschauer fassenden Tondiraba jäähall statt. Insgesamt besuchten 16.174 Zuschauer die 15 Turnierspiele, was einem Schnitt von 1.078 pro Partie entspricht.
Einen überraschenden Ausgang fand das Turnier der Gruppe B der Division I, in der sich Außenseiter Rumänien den Aufstieg in die Gruppe A sicherte. Die Rumänen, die erst vor zwei Jahren den Aufstieg in die Division I geschafft hatten, erreichten damit ihre beste Weltmeisterschaftsplatzierung seit 24 Jahren, als sie bei der Weltmeisterschaft 1995 den 20. Platz im Gesamtklassement belegten. Die Rumänen beeindruckten insbesondere in der Defensive mit lediglich neun Gegentoren und ihr Torhütergespann wehrte 94 Prozent aller gegnerischen Torschüsse ab. Durch den Aufstieg Rumäniens verblieb Vorjahresabsteiger und Turnierfavorit Polen in der Gruppe B. Die Polen sammelten zwar ebenso 13 Punkte wie die Rumänen, hatten aber im direkten Vergleich am dritten Spieltag mit 2:3 in der Verlängerung verloren. Hinter den beiden Topteams konnte Mitfavorit Japan, die eigenen Ambitionen mit lediglich sechs Punkten nicht untermauern und verloren dabei unter anderem gegen den Vorjahresaufsteiger und späteren Absteiger Niederlande. Auf den Rängen 4 und 5 landeten Gastgeber Estland gefolgt von der Ukraine, die wie im Vorjahr weit hinter den eigenen Erwartungen zurück blieb und nach dem Abstieg aus der Gruppe A vor zwei Jahren abermals nicht um den Wiederaufstieg spielen konnte.
Bei den individuellen Auszeichnungen wurde der Rumäne Patrik Polc als bester Torwart ausgezeichnet. Er bestritt drei der fünf Spiele seines Teams, während sein Teamkollege Zoltán Tőke die höchste Fangquote und den geringsten Gegentorschnitt aufwies. Ihr Landsmann, der eingebürgte Ukrainer Pawlo Boryssenko, erhielt die Auszeichnung als bester Verteidiger und der Pole Patryk Wronka die als bester Stürmer. Die meisten Scorerpunkte sammelte hingegen sein Mannschaftskollege Damian Kapica. Unter seinen zehn Scorerpunkten befanden sich sechs Treffer. Damit war er zugleich bester Torschütze, wobei er sich die Torjägerkrone mit seinem Landsmann Filip Komorski und dem Ukrainer Witalij Ljalka teilte. Die meisten Torvorlagen wies der Pole Marcin Kolusz auf, der sechs Tore auflegte.
| 28. April 2019 13:00 Uhr (Ortszeit) | Ukraine W. Ljalka (8:16) P. Panhelow-Juldaschew (39:46) | 2:3 (1:2, 1:1, 0:0) Spielbericht | Japan Y. Hirano (4:43) H. Satō (12:52) T. Saitō (37:42) | Tondiraba jäähall, Tallinn Zuschauer: 450 |

| 28. April 2019 16:30 Uhr | Rumänien S. Rokaly (7:22) A. Góga (18:14) P. Boryssenko (42:24) S. Rokaly (PS) | 4:3 n. P. (2:0, 0:2, 1:1, 0:0, 1:0) Spielbericht | Estland A. Makrov (27:26) R. Rooba (30:33) S. Kerna (49:24) | Tondiraba jäähall, Tallinn Zuschauer: 1.543 |

| 28. April 2019 20:00 Uhr | Niederlande E. Klem (13:06) | 1:8 (1:1, 0:2, 0:5) Spielbericht | Polen B. Neupauer (17:40) F. Komorski (33:34) A. Łyszczarczyk (35:42) F. Komorski (41:59) P. Wronka (44:00) K. Dziubiński (46:31) A. Domogała (48:00) B. Neupauer (50:03) | Tondiraba jäähall, Tallinn Zuschauer: 352 |

| 29. April 2019 13:00 Uhr | Japan Y. Nakayashiki (13:16) K. Satō (17:59) | 2:3 (2:0, 0:2, 0:1) Spielbericht | Rumänien T. Részegh (33:15) G. Bíró (34:04) A. Salló (56:37) | Tondiraba jäähall, Tallinn Zuschauer: 240 |

| 29. April 2019 16:30 Uhr | Polen D. Kapica (15:56) D. Kapica (19:02) A. Domogała (22:39) D. Kapica (24:00) D. Kapica (27:07) F. Komorski (27:32) D. Kapica (41:06) | 7:3 (2:1, 4:1, 1:1) Spielbericht | Ukraine W. Tolstuschko (17:53) W. Ljalka (26:26) S. Babynez (48:56) | Tondiraba jäähall, Tallinn Zuschauer: 579 |

| 29. April 2019 20:00 Uhr | Estland A. Sibirtsev (4:10) C. Usov (20:50) J. Sorokin (30:30) R. Rooba (46:20) | 4:1 (1:0, 2:1, 1:0) Spielbericht | Niederlande J. Oosterveld (20:11) | Tondiraba jäähall, Tallinn Zuschauer: 1.952 |

| 1. Mai 2019 13:00 Uhr | Niederlande S. Mason (27:23) | 1:8 (0:1, 1:4, 0:3) Spielbericht | Ukraine A. Michnow (19:33) D. Skrypez (32:40) I. Mereschko (32:51) W. Ljalka (33:25) W. Masur (36:00) A. Michnow (44:34) W. Ljalka (49:49) W. Ljalka (58:49) | Tondiraba jäähall, Tallinn Zuschauer: 398 |

| 1. Mai 2019 16:30 Uhr | Japan K. Iwamoto (0:44) R. Hashiba (8:06) Y. Hirano (16:34) K. Yamada (18:22) K. Satō (54:46) | 5:2 (4:1, 0:0, 1:1) Spielbericht | Estland E. Slessarevski (3:37) R. Embrich (57:49) | Tondiraba jäähall, Tallinn Zuschauer: 2.235 |

| 1. Mai 2019 20:00 Uhr | Polen D. Kapica (51:56) K. Dziubiński (59:37) | 2:3 n. V. (0:1, 0:0, 2:1, 0:1) Spielbericht | Rumänien S. Rokaly (8:37) A. Butotschnow (53:25) P. Boryssenko (64:07) | Tondiraba jäähall, Tallinn Zuschauer: 387 |

| 2. Mai 2019 13:00 Uhr | Japan H. Terao (54:12) Y. Nakayashiki (59:28) | 2:3 (0:1, 0:1, 2:1) Spielbericht | Niederlande R. de Hondt (9:27) G. Vogelaar (31:02) D. Stempher (58:28) | Tondiraba jäähall, Tallinn Zuschauer: 238 |

| 2. Mai 2019 16:30 Uhr | Ukraine S. Babynez (37:18) | 1:5 (0:2, 1:1, 0:2) Spielbericht | Rumänien B. Péter (3:52) G. Bíró (19:50) M. Constantin (39:21) A. Butotschnow (47:39) S. Rokaly (57:28) | Tondiraba jäähall, Tallinn Zuschauer: 450 |

| 2. Mai 2019 20:00 Uhr | Estland A. Makrov (50:13) R. Rooba (52:52) | 2:3 (0:1, 0:0, 2:2) Spielbericht | Polen F. Komorski (14:57) F. Komorski (45:44) B. Neupauer (47:29) | Tondiraba jäähall, Tallinn Zuschauer: 2.150 |

| 4. Mai 2019 13:00 Uhr | Rumänien G. Bíró (3:58) A. Góga (20:46) B. Péter (58:16) | 3:1 (1:0, 1:1, 1:0) Spielbericht | Niederlande L. Boer (37:26) | Tondiraba jäähall, Tallinn Zuschauer: 431 |

| 4. Mai 2019 16:30 Uhr | Polen S. Marzec (5:07) K. Dziubiński (22:55) M. Gościński (23:13) P. Wronka (29:07) B. Jeziorski (38:21) M. Bryk (52:00) F. Komorski (59:30) | 7:4 (1:1, 4:0, 2:3) Spielbericht | Japan Y. Terao (7:10) Y. Nakayashiki (42:48) K. Shinohara (52:24) Y. Nakayashiki (59:58) | Tondiraba jäähall, Tallinn Zuschauer: 842 |

| 4. Mai 2019 20:00 Uhr | Estland A. Petrov (3:51) M. Viitanen (39:24) R. Andrejev (50:54) R. Rooba (61:22) | 4:3 n. V. (1:3, 1:0, 1:0, 1:0) Spielbericht | Ukraine I. Mereschko (1:35) W. Ljalka (1:55) S. Babynez (14:59) | Tondiraba jäähall, Tallinn Zuschauer: 3.927 |

| Pl. |             | Sp | S | OTS | OTN | N | Tore  | Punkte |
| --- | ----------- | -- | - | --- | --- | - | ----- | ------ |
| 1.  | Rumänien    | 5  | 3 | 2   | 0   | 0 | 18:09 | 13     |
| 2.  | Polen       | 5  | 4 | 0   | 1   | 0 | 27:13 | 13     |
| 3.  | Japan       | 5  | 2 | 0   | 0   | 3 | 16:17 | 6      |
| 4.  | Estland     | 5  | 1 | 1   | 1   | 2 | 15:16 | 6      |
| 5.  | Ukraine     | 5  | 1 | 0   | 1   | 3 | 17:20 | 4      |
| 6.  | Niederlande | 5  | 1 | 0   | 0   | 4 | 07:25 | 3      |

Abkürzungen: Pl. = Platz, Sp = Spiele, S = Siege, OTS = Siege nach Verlängerung (Overtime) oder Penaltyschießen, OTN = Niederlagen nach Verlängerung oder Penaltyschießen, N = Niederlagen

Erläuterungen: Aufsteiger in die Division IA, Absteiger in die Division IIA

#### Division-IB-Siegermannschaft
| Division-IB-Aufsteiger Rumänien | Gergő Bíró, Huba Bors, Pawlo Boryssenko, Anton Butotschnow, Eduard Cășăneanu, Mircea Constantin, Hunor Csergő, Tamás Farkas, Roberto Gliga, Attila Góga, Tihamér Győrfy, Adrian Irimia, Ede Mihály, Zsombor Molnár, Balázs Péter, Patrik Polc, Tamás Részegh, Szilárd Rokaly, Alpár Salló, Zoltán Tőke, Daniel Tranca, Yevgeni Yemelyanenko Trainer: Július Pénzeš |

### Auf- und Abstieg
| Absteiger in die Division IA:   | Frankreich, Österreich |
| Aufsteiger in die Top-Division: | Belarus, Kasachstan    |
| Absteiger in die Division IB:   | Litauen                |
| Aufsteiger in die Division IA:  | Rumänien               |
| Absteiger in die Division IIA:  | Niederlande            |
| Aufsteiger in die Division IB:  | Serbien                |

## Division II

### Gruppe A in Belgrad, Serbien
Das Turnier der Gruppe A wurde vom 9. bis 15. April 2019 in der serbischen Landeshauptstadt Belgrad ausgetragen. Die Spiele fanden in der 2.000 Zuschauer fassenden Ledena dvorana Pionir statt. Insgesamt besuchten 4.536 Zuschauer die 15 Turnierspiele, was einem Schnitt von 302 pro Partie entspricht.
Die Gruppe A erwies sich in der Spitze als überaus leistungsdicht, so dass keine der Mannschaften mehr als drei Spiele in der regulären Spielzeit von 60 Minuten gewinnen konnte. Bereits am ersten Turniertag konnte Serbien mit dem Heimvorteil im Rücken den Vorjahresabsteiger Kroatien schlagen, ebenso siegte Aufsteiger Spanien in seinen ersten beiden Partien und holte einen Punkt aus dem Spiel gegen die Kroaten. Somit waren am Schlusstag noch drei Mannschaften in der Lage in die Division I aufzusteigen, wobei alleine Australien den Aufstieg in der eigenen Hand hatte. Sowohl Serbien als auch Kroatien waren auf Schützenhilfe angewiesen. Die Kroaten besiegten Australien im ersten Spiel des letzten Turniertages und hielten sie davon ab, nach siebenjähriger Abstinenz in die Division I zurückzukehren. Stattdessen setzte sich Kroatien an die Tabellenspitze und hoffte auf einen Sieg der Spanier über Serbien. Die Serben glichen die Partie aber schließlich 28 Sekunden vor dem Ende aus und siegten im Penaltyschießen gegen die Iberer, womit sie aufgrund des gewonnenen direkten Vergleichs an den Kroaten vorbeizogen und erstmals seit 1992 – damals als Jugoslawien – wieder in die zweithöchste Leistungsklasse aufstiegen.
Die Abstiegsfrage entschied sich ebenfalls erst am letzten Spieltag, wo sich die Volksrepublik China durch einen klaren 4:0-Sieg über Belgien rettete und den Klassenerhalt perfekt machte. Die Belgier stiegen nach sieben Jahren in der Division IIA in die B-Gruppe ab, obwohl sie sowohl mit Bryan Kolodziejczyk den Topscorer als auch mit Sam Verelst den besten Torschützen des Turniers in ihren Reihen hatten.
| 9. April 2019 13:00 Uhr (Ortszeit) | Spanien A. Carbonell (6:38) P. Fuentes (16:27) I. Lasuen (27:35) B. Baldris (53:50) O. Rubio (59:16) | 5:3 (2:1, 1:1, 2:1) Spielbericht | Volksrepublik China Li H. (8:48) Yang M. (20:41) Zhang H. (43:16) | Ledena dvorana Pionir, Belgrad Zuschauer: 68 |

| 9. April 2019 16:30 Uhr | Australien J. Rezek (1:31) R. Malloy (2:58) T. Kubara (7:17) | 3:4 n. V. (3:0, 0:2, 0:1, 0:1) Spielbericht | Belgien T. de Schepper (30:13) S. Verelst (31:00) S. Verelst (40:26) O. de Croock (62:56) | Ledena dvorana Pionir, Belgrad Zuschauer: 38 |

| 9. April 2019 20:30 Uhr | Serbien M. Sretović (13:47) P. Popravka (30:07) A. Luković (59:23) | 3:1 (1:1, 1:0, 1:0) Spielbericht | Kroatien I. Janković (16:41) | Ledena dvorana Pionir, Belgrad Zuschauer: 1.126 |

| 10. April 2019 13:00 Uhr | Belgien S. Verelst (20:38) B. Kolodziejczyk (43:30) | 2:4 (0:2, 1:0, 1:2) Spielbericht | Spanien I. Granell (2:51) P. Fuentes (13:02) O. Rubio (41:17) A. Burgos (43:39) | Ledena dvorana Pionir, Belgrad Zuschauer: 20 |

| 10. April 2019 16:30 Uhr | Kroatien S. Morrisonn (9:20) I. Janković (10:26) M. Šakić (22:22) T. Mirić (37:22) M. Šakić (39:39) M. Novak (50:52) D. Kanaet (56:53) | 7:0 (2:0, 3:0, 2:0) Spielbericht | Volksrepublik China | Ledena dvorana Pionir, Belgrad Zuschauer: 42 |

| 10. April 2019 20:00 Uhr | Australien M. Armstrong (10:59) V. Virjassov (14:44) J. Woodman (26:29) | 3:2 (2:1, 1:0, 0:1) Spielbericht | Serbien M. Dragutinović (3:17) M. Đumić (45:57) | Ledena dvorana Pionir, Belgrad Zuschauer: 653 |

| 12. April 2019 13:00 Uhr | Kroatien L. Mikulić (4:19) L. Jarčov (4:53) D. Kanaet (31:38) I. Janković (57:11) M. Šakić (59:00) | 5:2 (2:0, 1:2, 2:0) Spielbericht | Belgien S. Verelst (27:36) J. Paulus (38:22) | Ledena dvorana Pionir, Belgrad Zuschauer: 53 |

| 12. April 2019 16:30 Uhr | Australien W. Darge (13:01) J. Baclig (25:24) M. Lindsay (39:09) V. Virjassov (55:50) | 4:0 (1:0, 2:0, 1:0) Spielbericht | Spanien | Ledena dvorana Pionir, Belgrad Zuschauer: 67 |

| 12. April 2019 20:00 Uhr | Serbien L. Leštarić (17:42) P. Podunavac (22:55) D. Crnogorac (49:04) R. Sabadoš (51:33) A. Luković (58:24) V. Kastel (59:46) | 6:5 (1:2, 1:3, 4:0) Spielbericht | Volksrepublik China Li H. (10:36) Huang Q. (16:15) Yang M. (26:36) Chen Le. (36:54) Xia T. (38:11) | Ledena dvorana Pionir, Belgrad Zuschauer: 536 |

| 13. April 2019 13:00 Uhr | Volksrepublik China Chen Li. (25:27) Zhang Z. (30:43) | 2:3 (0:0, 2:1, 0:2) Spielbericht | Australien W. Darge (25:51) J. Rezek (51:16) J. Rezek (57:42) | Ledena dvorana Pionir, Belgrad Zuschauer: 62 |

| 13. April 2019 16:30 Uhr | Spanien A. Burgos (19:29) B. Baldris (24:54) G. González (47:14) | 3:4 n. V. (1:0, 1:2, 1:1, 0:0, 0:1) Spielbericht | Kroatien D. Vedlin (28:26) D. Čanić (37:20) M. Šakić (44:20) L. Jarčov (PS) | Ledena dvorana Pionir, Belgrad Zuschauer: 73 |

| 13. April 2019 20:00 Uhr | Belgien B. Coolen (8:55) B. Kolodziejczyk (44:23) F. Neven (45:45) | 3:6 (1:2, 0:2, 2:2) Spielbericht | Serbien M. Dragović (4:40) S. Bošković (7:52) M. Sretović (22:29) M. Brkušanin (33:42) M. Sretović (41:10) S. Bošković (57:06) | Ledena dvorana Pionir, Belgrad Zuschauer: 417 |

| 15. April 2019 13:00 Uhr | Kroatien S. Morrisonn (0:31) D. Kanaet (38:13) | 2:1 (1:0, 1:1, 0:0) Spielbericht | Australien J. Rezek (32:20) | Ledena dvorana Pionir, Belgrad Zuschauer: 79 |

| 15. April 2019 16:30 Uhr | Volksrepublik China Zhang Z. (4:08) R. Ying (34:42) Zhang Z. (37:35) Zhang C. (53:03) | 4:0 (1:0, 2:0, 1:0) Spielbericht | Belgien | Ledena dvorana Pionir, Belgrad Zuschauer: 26 |

| 15. April 2019 20:00 Uhr | Serbien A. Luković (4:10) S. Bošković (59:32) M. Brkušanin (PS) | 3:2 n. P. (1:0, 0:1, 1:1, 0:0, 1:0) Spielbericht | Spanien G. González (26:03) O. Rubio (46:34) | Ledena dvorana Pionir, Belgrad Zuschauer: 1.276 |

| Pl. |                     | Sp | S | OTS | OTN | N | Tore  | Punkte |
| --- | ------------------- | -- | - | --- | --- | - | ----- | ------ |
| 1.  | Serbien             | 5  | 3 | 1   | 0   | 1 | 20:14 | 11     |
| 2.  | Kroatien            | 5  | 3 | 1   | 0   | 1 | 19:09 | 11     |
| 3.  | Australien          | 5  | 3 | 0   | 1   | 1 | 14:10 | 10     |
| 4.  | Spanien             | 5  | 2 | 0   | 2   | 1 | 14:16 | 8      |
| 5.  | Volksrepublik China | 5  | 1 | 0   | 0   | 4 | 14:21 | 3      |
| 6.  | Belgien             | 5  | 0 | 1   | 0   | 4 | 11:22 | 2      |

Abkürzungen: Pl. = Platz, Sp = Spiele, S = Siege, OTS = Siege nach Verlängerung (Overtime) oder Penaltyschießen, OTN = Niederlagen nach Verlängerung oder Penaltyschießen, N = Niederlagen

Erläuterungen: Aufsteiger in die Division IB, Absteiger in die Division IIB

#### Division-IIA-Siegermannschaft
| Division-IIA-Aufsteiger Serbien | Ivan Anić, Nikola Baračkov, Stefan Bošković, Marko Brkušanin, Dominik Crnogorac, Marko Dragović, Mićo Dragutinović, Mirko Đumić, Stefan Ilić, Viktor Kastel, Nikola Kerezović, Lazar Leštarić, Aleksa Luković, Jug Mitić, Uglješa Novaković, Pavle Podunavac, Pavel Popravka, Arsenije Ranković, Robert Sabadoš, Marko Sretović, Nemanja Vučurević, Andrej Zwick Trainer: Alexandre Dandeault, Nemanja Janković |

### Gruppe B in Mexiko-Stadt, Mexiko
Das Turnier der Gruppe B wurde vom 21. bis 27. April 2019 in der mexikanischen Landeshauptstadt Mexiko-Stadt ausgetragen. Die Spiele fanden in der Pista de Hielo Santa Fe statt. Insgesamt besuchten 7.031 Zuschauer die 15 Turnierspiele, was einem Schnitt von 468 pro Partie entspricht. Zunächst war das etwa 200 Kilometer entfernte Santiago de Querétaro als Austragungsort vorgesehen gewesen.
In der Gruppe B der Division II blieb die Lage an der Tabellenspitze über lange Zeit unklar. Einzig die israelische Mannschaft untermauerte bereits am ersten Spieltag ihren Anspruch auf den Turniersieg durch einen 6:3-Erfolg über Absteiger Island. Dahinter platzierten sich zudem Neuseeland und Aufsteiger Georgien, während Nordkorea im Turnierverlauf in der Tabelle immer weiter nach unten rutschte und Gastgeber Mexiko vom ersten Spieltag an im Tabellenkeller stand. Im weiteren Verlauf erwiesen sich Island und Neuseeland als die ärgsten Verfolger der Israelis, die durch einen Verlängerungssieg über Mexiko den Kampf um den Aufstieg noch einmal unnötig spannend machten. Schließlich stieg Israel aber souverän mit 14 von 15 möglichen Punkten nach fünfjähriger Abwesenheit in die Gruppe A auf. Dahinter belegten Island und Neuseeland die folgenden Ränge, Georgien schaffte mit sechs Punkten den souveränen Klassenerhalt.
Der Abstieg in die Division III schien über weite Strecken die gastgebenden Mexikaner zu ereilen, auch nachdem Nordkorea zum Auftakt Georgien besiegt hatte. Letztlich sammelte Mexiko an den letzten beiden Turnierspieltagen aber vier Punkte – darunter auch ein klarer 8:2-Erfolg im direkten Duell gegen die Nordkoreaner – und sicherte sich zum dritten Mal in Folge durch einen fünften Rang den Klassenerhalt. Die Asiaten stiegen nach vier Jahren wieder in die Division III ab, aus der sie im Jahr 2015 aufgestiegen waren.
| 21. April 2019 13:00 Uhr (Ortszeit) | 21. April 2019 20:00 Uhr (MESZ) | Israel I. Ben Tov (7:26) D. Mazour (14:23) A. Verny (21:36) D. Mazour (36:23) Y. Halpert (58:28) R. Aharonovich (59:46) | 6:3 (2:1, 2:1, 2:1) Spielbericht | Island B. Jakobsson (9:22) S. Atlason (39:25) R. Sigurðsson (57:45) | Pista de Hielo Santa Fe, Mexiko-Stadt Zuschauer: 750 |

| 21. April 2019 16:30 Uhr | 21. April 2019 23:30 Uhr | Georgien A. Kosjulin (5:08) A. Wassiltschenko (18:09) B. Kotschkin (22:40) S. Charisow (23:51) | 4:9 (2:2, 2:3, 0:4) Spielbericht | Nordkorea Hong C.-r. (8:36) Kang M.-g. (9:17) Hong C.-r. (24:42) Ri K.-s. (36:16) Hong C.-r. (37:18) Ri S.-g. (44:03) Ri S.-g. (46:10) An C.-h. (52:34) Hong C.-r. (53:57) | Pista de Hielo Santa Fe, Mexiko-Stadt Zuschauer: 753 |

| 21. April 2019 20:15 Uhr | 22. April 2019 3:15 Uhr | Neuseeland C. Eaden (3:04) R. Strayer (10:31) J. Challis (19:13) A. Cox (19:46) M. Schneider (23:10) S. Amston (32:36) A. Cox (38:50) | 7:2 (4:1, 3:1, 0:0) Spielbericht | Mexiko H. Majul (3:43) C. Gómez (20:50) | Pista de Hielo Santa Fe, Mexiko-Stadt Zuschauer: 1.250 |

| 22. April 2019 13:00 Uhr | 22. April 2019 20:00 Uhr | Island J. Leifsson (1:18) M. Račanský (2:34) A. Mikaelsson (8:34) M. Račanský (12:00) J. Leifsson (24:52) J. Leifsson (30:46) R. Sigurðsson (36:44) R. Sigurðsson (51:13) | 8:0 (4:0, 3:0, 1:0) Spielbericht | Nordkorea | Pista de Hielo Santa Fe, Mexiko-Stadt Zuschauer: 100 |

| 22. April 2019 16:30 Uhr | 22. April 2019 23:30 Uhr | Neuseeland M. Schneider (17:12) P. Heyd (46:09) S. Amston (51:26) | 3:5 (1:0, 0:2, 2:2) Spielbericht | Israel E. Kozhevnikov (8:16) S. Frenkel (28:59) E. Kozhevnikov (38:33) E. Kozhevnikov (47:04) E. Sherbatov (59:55) | Pista de Hielo Santa Fe, Mexiko-Stadt Zuschauer: 208 |

| 22. April 2019 20:00 Uhr | 23. April 2019 3:00 Uhr | Mexiko J. Pérez (13:17) H. Majul (48:07) | 2:3 (1:1, 0:1, 1:1) Spielbericht | Georgien A. Wassiltschenko (11:24) A. Wassiltschenko (27:11) A. Wassiltschenko (46:28) | Pista de Hielo Santa Fe, Mexiko-Stadt Zuschauer: 798 |

| 24. April 2019 13:00 Uhr | 24. April 2019 20:00 Uhr | Neuseeland N. Craig (10:14) B. Gavoille (11:47) C. Eaden (31:35) M. Lee (35:24) P. Heyd (47:32) C. Eaden (52:35) | 6:2 (2:2, 2:0, 2:0) Spielbericht | Georgien A. Kosjulin (0:30) A. Kurbatow (14:16) | Pista de Hielo Santa Fe, Mexiko-Stadt Zuschauer: 100 |

| 24. April 2019 16:30 Uhr | 24. April 2019 23:30 Uhr | Israel D. Mazour (3:08) E. Sherbatov (9:44) E. Kozhevnikov (24:55) E. Sherbatov (32:28) Y. Halpert (36:02) E. Sherbatov (37:52) S. Frenkel (49:50) A. Geller (52:53) S. Frenkel (59:15) | 9:3 (2:1, 4:1, 3:1) Spielbericht | Nordkorea Hong C.-r. (4:55) Kim H.-j. (22:55) Kang M.-g. (53:30) | Pista de Hielo Santa Fe, Mexiko-Stadt Zuschauer: 210 |

| 24. April 2019 20:00 Uhr | 25. April 2019 3:00 Uhr | Island A. Mikaelsson (7:04) M. Račanský (12:36) A. Mikaelsson (25:12) B. Jóhannesson (26:03) A. Orongan (26:29) A. Orongan (28:09) R. Pálsson (35:01) A. Mikaelsson (39:50) | 8:1 (2:0, 6:1, 0:0) Spielbericht | Mexiko H. Majul (23:16) | Pista de Hielo Santa Fe, Mexiko-Stadt Zuschauer: 758 |

| 26. April 2019 13:00 Uhr | 26. April 2019 20:00 Uhr | Nordkorea Kang I.-h. (1:24) Hong C.-r. (4:27) Kim H.-j. (7:00) Kim K.-h. (31:49) Ri S.-g. (41:05) | 5:8 (3:2, 1:2, 1:4) Spielbericht | Neuseeland M. Schneider (13:05) R. Strayer (16:24) M. Schneider (20:31) B. Gavoille (32:18) A. Polozov (43:40) A. Cox (47:02) S. Amston (47:33) C. Eaden (50:03) | Pista de Hielo Santa Fe, Mexiko-Stadt Zuschauer: 105 |

| 26. April 2019 16:30 Uhr | 26. April 2019 23:30 Uhr | Georgien A. Kosjulin (17:33) A. Schuschunaschwili (19:36) O. Obolgogiani (22:05) A. Kurbatow (33:49) O. Obolgogiani (52:12) A. Wassiltschenko (56:04) | 6:3 (2:3, 2:0, 2:0) Spielbericht | Island M. Račanský (7:11) M. Račanský (9:20) A. Orongan (11:07) | Pista de Hielo Santa Fe, Mexiko-Stadt Zuschauer: 170 |

| 26. April 2019 20:00 Uhr | 27. April 2019 3:00 Uhr | Mexiko H. Majul (0:14) C. Gómez (14:26) L. Cruz (18:56) C. Gómez (47:20) | 4:5 n. V. (3:1, 0:3, 1:0, 0:1) Spielbericht | Israel E. Kozhevnikov (5:13) A. Verny (24:57) E. Klein (28:56) E. Kozhevnikov (30:45) S. Frenkel (62:56) | Pista de Hielo Santa Fe, Mexiko-Stadt Zuschauer: 794 |

| 27. April 2019 13:00 Uhr | 27. April 2019 20:00 Uhr | Israel S. Frenkel (14:58) S. Frenkel (16:30) E. Sherbatov (22:13) D. Mazour (22:36) E. Sherbatov (34:35) E. Klein (36:17) A. Verny (58:03) | 7:3 (2:1, 4:0, 1:2) Spielbericht | Georgien A. Wassiltschenko (11:26) B. Kotschkin (41:25) A. Wassiltschenko (47:12) | Pista de Hielo Santa Fe, Mexiko-Stadt Zuschauer: 85 |

| 27. April 2019 16:30 Uhr | 27. April 2019 23:30 Uhr | Island Ú. Andrésson (9:35) M. Račanský (10:35) A. Mikaelsson (20:53) B. Jóhannesson (26:51) | 4:2 (2:0, 2:0, 0:2) Spielbericht | Neuseeland A. Cox (44:36) M. Schneider (59:22) | Pista de Hielo Santa Fe, Mexiko-Stadt Zuschauer: 198 |

| 27. April 2019 20:00 Uhr | 28. April 2019 3:00 Uhr | Nordkorea Kim H.-j. (12:13) Ri S.-g. (57:31) | 2:8 (1:4, 0:1, 1:3) Spielbericht | Mexiko H. Majul (1:56) C. Kelo (2:58) C. Smithers (9:46) H. Majul (13:06) H. Carrero (37:57) A. Benabib (43:19) C. Gómez (45:57) T. Chávez (56:38) | Pista de Hielo Santa Fe, Mexiko-Stadt Zuschauer: 752 |

| Pl. |            | Sp | S | OTS | OTN | N | Tore  | Punkte |
| --- | ---------- | -- | - | --- | --- | - | ----- | ------ |
| 1.  | Israel     | 5  | 4 | 1   | 0   | 0 | 32:16 | 14     |
| 2.  | Island     | 5  | 3 | 0   | 0   | 2 | 26:15 | 9      |
| 3.  | Neuseeland | 5  | 3 | 0   | 0   | 2 | 26:18 | 9      |
| 4.  | Georgien   | 5  | 2 | 0   | 0   | 3 | 18:27 | 6      |
| 5.  | Mexiko     | 5  | 1 | 0   | 1   | 3 | 17:25 | 4      |
| 6.  | Nordkorea  | 5  | 1 | 0   | 0   | 4 | 19:37 | 3      |

Abkürzungen: Pl. = Platz, Sp = Spiele, S = Siege, OTS = Siege nach Verlängerung (Overtime) oder Penaltyschießen, OTN = Niederlagen nach Verlängerung oder Penaltyschießen, N = Niederlagen

Erläuterungen: Aufsteiger in die Division IIA, Absteiger in die Division IIIA

#### Division-IIB-Siegermannschaft
| Division-IIB-Aufsteiger Israel | Roey Aharonovich, Tomer Aharonovich, Itay Ben Tov, Sergei Frenkel, Avishai Geller, Joshua Greenberg, Yuval Halpert, Dan Hoffman, Elie Klein, Evgeni Kozhevnikov, Michail Kozhevnikov, Shai Maaravi, Kai Malachi, Daniel Mazour, Itay Mostovoy, Yehonatan Reisinger, Yuval Rosenthal, Eliezer Sherbatov, Daniel Spivak, Maor Sherf, Nir Tichon, Artyom Verny Trainer: Bobby Holík |

### Auf- und Abstieg
| Absteiger in die Division IIA:  | Niederlande |
| Aufsteiger in die Division IB:  | Serbien     |
| Absteiger in die Division IIB:  | Belgien     |
| Aufsteiger in die Division IIA: | Israel      |
| Absteiger in die Division IIIA: | Nordkorea   |
| Aufsteiger in die Division IIB: | Bulgarien   |

## Division III
Das Turnier der Division III wurde vom 22. bis 28. April 2019 in der bulgarischen Landeshauptstadt Sofia ausgetragen. Die Spiele fanden im 4.600 Zuschauer fassenden Wintersportpalast statt. Insgesamt besuchten 6.650 Zuschauer die 15 Turnierspiele, was einem Schnitt von 443 pro Partie entspricht.
Gastgeber Bulgarien gelang nach drei Jahren in der Division III und zwei zweiten Plätzen in den beiden Jahren seit dem Abstieg in die anvisierte Rückkehr in die Gruppe B der Division II. Die Bulgaren konnten dabei alle fünf Turnierspiele gewinnen. Lediglich im Spiel gegen die zweitplatzierte Türkei gestaltete sich das Endergebnis mit einem 3:1-Sieg etwas knapper, ansonsten siegte das Team mit mindestens vier Toren Vorsprung. Hinter dem Aufsteiger kämpften insgesamt vier Mannschaften um den zweiten Rang, darunter Vorjahresaufsteiger Turkmenistan und Vorjahresabsteiger Luxemburg, die schließlich die Ränge 3 und 4 belegten.
Den Abstieg in die Gruppe B der Division III, die die Qualifikation zur Division III ersetzte, musste das südafrikanische Team hinnehmen, dessen Abstieg schon vor dem letzten Turniertag feststand. Somit war der abschließende Sieg über die Republik China bedeutungslos und die Südafrikaner stiegen binnen vier Jahren von der Division IIB in die Division IIIB ab.
| 22. April 2019 13:00 Uhr (Ortszeit) | Türkei S. Bingöl (31:33) A. Elakaş (51:54) | 2:3 (0:1, 1:0, 1:2) Spielbericht | Luxemburg M. Mosr (14:01) S. Backes (46:56) C. Mossong (57:39) | Wintersportpalast, Sofia Zuschauer: 120 |

| 22. April 2019 16:30 Uhr | Turkmenistan B. Döwletmyradow (47:40) M. Kulyýew (49:05) D. Hydyrow (52:02) A. Geldimyradow (59:18) | 4:5 n. V. (0:0, 0:3, 4:1, 0:1) Spielbericht | Republik China (Taiwan) Weng T. (25:45) Weng T. (26:32) Weng T. (34:11) Lin K.-h. (54:12) Weng T. (62:00) | Wintersportpalast, Sofia Zuschauer: 130 |

| 22. April 2019 20:00 Uhr | Bulgarien S. Muchatschew (0:34) A. Jotow (1:32) M. Wassilew (12:43) M. Wassilew (14:26) M. Wassilew (15:46) A. Jotow (16:42) M. Wassilew (17:24) M. Wassilew (39:42) I. Chodulow (41:39) I. Chodulow (47:03) A. Dschorow (49:50) S. Muchatschew (53:55) | 12:2 (7:1, 1:1, 4:0) Spielbericht | Südafrika U. Samaai (4:50) R. Venter (29:28) | Wintersportpalast, Sofia Zuschauer: 850 |

| 23. April 2019 13:00 Uhr | Südafrika A. Marais (39:53) M. Giot (48:50) | 2:7 (0:2, 1:3, 1:2) Spielbericht | Turkmenistan B. Baýmyradow (2:10) A. Gurbanow (2:59) A. Wahowskiý (26:13) A. Aganyýazow (27:45) B. Baýmyradow (39:42) B. Baýmyradow (57:56) A. Wahowskiý (59:39) | Wintersportpalast, Sofia Zuschauer: 136 |

| 23. April 2019 16:30 Uhr | Luxemburg M. Mosr (30:01) S. Backes (35:31) C. Cannon (38:28) C. Cannon (57:01) | 4:5 (0:0, 3:2, 1:3) Spielbericht | Republik China (Taiwan) Lin H.-j. (31:21) Weng T. (34:52) Wang B. C.-m. (42:47) Shen Y.-l. (45:55) Weng T. (48:58) | Wintersportpalast, Sofia Zuschauer: 180 |

| 23. April 2019 20:00 Uhr | Bulgarien M. Wassilew (23:12) W. Dikow (26:36) J. Gatschew (37:40) | 3:1 (0:0, 3:0, 0:1) Spielbericht | Türkei C. Çıplak (51:57) | Wintersportpalast, Sofia Zuschauer: 1.200 |

| 25. April 2019 13:00 Uhr | Luxemburg S. Backes (11:50) B. Welter (22:46) B. Welter (35:31) S. Backes (35:47) K. Grönlund (57:29) | 5:2 (1:1, 3:0, 1:1) Spielbericht | Südafrika U. Samaai (5:19) A. Marais (57:17) | Wintersportpalast, Sofia Zuschauer: 108 |

| 25. April 2019 16:30 Uhr | Türkei S. Bingöl (23:10) E. Özmen (31:00) S. Gümüş (34:29) Ö. Karş (41:51) H. Salt (47:10) C. Çıplak (54:07) K. Karş (58:52) | 7:4 (0:2, 3:2, 4:0) Spielbericht | Republik China (Taiwan) Lin H.-j. (3:57) Hsiao P.-y. (14:32) Yu S.-y. (26:39) Weng T. (39:59) | Wintersportpalast, Sofia Zuschauer: 128 |

| 25. April 2019 20:00 Uhr | Bulgarien M. Nikolow (6:36) K. Dikow (15:59) S. Muchatschew (30:32) K. Dikow (36:58) I. Chodulow (43:38) M. Bojadschiew (45:16) | 6:2 (2:0, 2:2, 2:0) Spielbericht | Turkmenistan P. Barkowskiý (21:36) P. Barkowskiý (33:34) | Wintersportpalast, Sofia Zuschauer: 1.200 |

| 26. April 2019 13:00 Uhr | Südafrika J. Valadas (3:28) S. Kluyts (12:42) M. Giot (30:16) | 3:6 (2:1, 1:2, 0:3) Spielbericht | Türkei K. Karş (10:37) S. Gümüş (22:17) Y. Halil (38:45) E. Özmen (43:42) F. Bakal (58:47) E. Özmen (59:09) | Wintersportpalast, Sofia Zuschauer: 120 |

| 26. April 2019 16:30 Uhr | Turkmenistan P. Barkowskiý (29:12) A. Aganyýazow (31:17) I. Weleýew (39:01) B. Döwletmyradow (45:44) | 4:3 (0:2, 3:1, 1:0) Spielbericht | Luxemburg C. Mossong (2:54) C. Cannon (8:51) C. Mossong (33:48) | Wintersportpalast, Sofia Zuschauer: 195 |

| 26. April 2019 20:00 Uhr | Republik China (Taiwan) Lin T.-c. (12:22) Lin H.-j. (32:39) | 2:11 (1:1, 1:6, 0:4) Spielbericht | Bulgarien M. Wassilew (17:09) M. Wassilew (21:35) M. Bojadschiew (23:38) I. Chodulow (26:33) T. Georgiew (30:07) I. Chodulow (35:13) D. Dilkow (35:33) M. Wassilew (48:52) I. Chodulow (57:22) S. Muchatschew (57:44) M. Wassilew (59:58) | Wintersportpalast, Sofia Zuschauer: 953 |

| 28. April 2019 13:00 Uhr | Türkei Ö. Karş (24:17) F. Faner (27:06) F. Bakal (40:53) E. Özmen (53:14) S. Bingöl (56:03) | 5:4 (0:1, 2:1, 3:2) Spielbericht | Turkmenistan B. Döwletmyradow (8:48) B. Döwletmyradow (26:53) A. Wahowskiý (42:09) P. Barkowskiý (45:52) | Wintersportpalast, Sofia Zuschauer: 90 |

| 28. April 2019 16:30 Uhr | Republik China (Taiwan) Lin H.-j. (9:13) Shen Y.-l. (32:01) Lin H.-j. (34:06) Sang C.-e. (46:48) Chen W.-l. (48:23) Chen W.-l. (54:47) Chiang W. (56:11) | 7:9 (1:2, 2:4, 4:3) Spielbericht | Südafrika L. Carelse (11:51) L. Carelse (18:03) D. Schuurman (22:39) D. Compton (24:03) X. Botha (25:54) D. Compton (27:46) D. Schuurman (41:51) U. Samaai (47:42) A. Marais (59:43) | Wintersportpalast, Sofia Zuschauer: 105 |

| 28. April 2019 20:00 Uhr | Luxemburg | 0:7 (0:4, 0:1, 0:2) Spielbericht | Bulgarien I. Chodulow (12:28) I. Chodulow (14:50) T. Georgiew (16:13) S. Muchatschew (18:18) I. Chodulow (32:18) A. Jotow (44:35) I. Chodulow (59:59) | Wintersportpalast, Sofia Zuschauer: 1.135 |

| Pl. |                         | Sp | S | OTS | OTN | N | Tore  | Punkte |
| 1.  | Bulgarien               | 5  | 5 | 0   | 0   | 0 | 39:07 | 15     |
| 2.  | Türkei                  | 5  | 3 | 0   | 0   | 2 | 21:17 | 9      |
| 3.  | Turkmenistan            | 5  | 2 | 0   | 1   | 2 | 21:21 | 7      |
| 4.  | Luxemburg               | 5  | 2 | 0   | 0   | 3 | 15:20 | 6      |
| 5.  | Republik China (Taiwan) | 5  | 1 | 1   | 0   | 3 | 23:35 | 5      |
| 6.  | Südafrika               | 5  | 1 | 0   | 0   | 4 | 18:37 | 3      |

Abkürzungen: Pl. = Platz, Sp = Spiele, S = Siege, OTS = Siege nach Verlängerung (Overtime) oder Penaltyschießen, OTN = Niederlagen nach Verlängerung oder Penaltyschießen, N = Niederlagen

Erläuterungen: Aufsteiger in die Division IIB, Absteiger in die Division IIIB

### Division-III-Siegermannschaft
| Division-III-Aufsteiger Bulgarien | Wassil Batschwarow, Martin Bojadschiew, Iwan Chodulow, Konstantin Dikow, Wesselin Dikow, Daniel Dilkow, Dimitar Dimitrow, Angel Dschorow, Janaki Gatschew, Iwajlo Georgiew, Tomislaw Georgiew, Alexej Jotow, Stanislaw Muchatschew, Martin Nikolow, Bogdan Stefanow, Aleks Stoilow, Iwan Stojnow, Kalojan Waschkow, Miroslaw Wassilew, Wassili Wassilew Trainer: Róbert Kaláber |

### Auf- und Abstieg
| Absteiger in die Division IIIA:    | Nordkorea                    |
| Aufsteiger in die Division IIB:    | Bulgarien                    |
| Absteiger in die Division IIIB:    | Südafrika                    |
| Qualifikant für die Division IIIA: | Vereinigte Arabische Emirate |

## Qualifikation zur Division III
Das Turnier der Qualifikation zur Division III wurde vom 31. März bis 6. April in Abu Dhabi, der Hauptstadt der Vereinigten Arabischen Emirate, ausgetragen. Die Spiele fanden im 1.200 Zuschauer fassenden Abu Dhabi Ice Rink statt. Insgesamt besuchten 1.341 Zuschauer die elf gewerteten Turnierspiele, was einem Schnitt von 121 pro Partie entspricht. Die tatsächliche Zuschauerzahl lag bei 1.585.
Die Qualifikation sicherten sich die Vereinigten Arabischen Emirate, die damit nach zwei Jahren in der Qualifikation zur Division III wieder in selbige aufstiegen. Rein sportlich gestaltete sich das Turnier bis zum Schlusstag als ein Kopf-an-Kopf-Rennen zwischen den Gastgebern und WM-Neuling Kirgisistan. Beide Mannschaften gewannen ihre ersten vier Spiele deutlich und gingen punktgleich in das Direktduell am letzten Spieltag. Aufgrund der Entscheidung der IIHF, dass für den kirgisischen Spieler Alexander Titow keine gültige Spielerlaubnis vorlag, wurden die vier Partien mit kirgisischer Beteiligung jeweils mit drei Punkten und 5:0 Toren für den Gegner gewertet. Somit standen die Vereinigten Arabischen Emirate schon vor dem letzten Spiel als Aufsteiger fest. Der am Ende punktgleiche Vorjahresabsteiger Hongkong hatte im direkten Vergleich mit 1:11 das Nachsehen gehabt.
Hinter diesen Mannschaften platzierten sich Thailand, Bosnien und Herzegowina, Kuwait sowie Kirgisistan, das das abschließende Spiel gegen die Emirate mit 7:4 gewann. Durch die Auflösung der Qualifikation zur Division III und die Einführung der neuen Division IV zur Weltmeisterschaft 2020 stiegen Kuwait und Kirgisistan in selbige ab.
| 31. März 2019 12:00 Uhr (Ortszeit) | 31. März 2019 10:00 Uhr (MESZ) | Bosnien und Herzegowina | 4:5 n. P. (4:1, 0:1, 0:2, 0:0, 0:1) Spielbericht | Thailand | Ice Rink, Abu Dhabi Zuschauer: 47 |

| 31. März 2019 16:00 Uhr | 31. März 2019 14:00 Uhr | Kirgisistan | 0:5 (Wertung) Spielbericht | Kuwait | Ice Rink, Abu Dhabi Zuschauer: (52) |

| 31. März 2019 20:00 Uhr | 31. März 2019 18:00 Uhr | Vereinigte Arabische Emirate | 11:1 (5:0, 6:0, 0:1) Spielbericht | Hongkong | Ice Rink, Abu Dhabi Zuschauer: 168 |

| 1. April 2019 12:00 Uhr | 1. April 2019 10:00 Uhr | Hongkong | 12:2 (4:1, 2:0, 6:1) Spielbericht | Kuwait | Ice Rink, Abu Dhabi Zuschauer: 68 |

| 1. April 2019 16:00 Uhr | 1. April 2019 14:00 Uhr | Thailand | 5:0 (Wertung) Spielbericht | Kirgisistan | Ice Rink, Abu Dhabi Zuschauer: (82) |

| 1. April 2019 20:00 Uhr | 1. April 2019 18:00 Uhr | Bosnien und Herzegowina | 3:10 (0:3, 1:6, 2:1) Spielbericht | Vereinigte Arabische Emirate | Ice Rink, Abu Dhabi Zuschauer: 74 |

| 3. April 2019 12:00 Uhr | 3. April 2019 10:00 Uhr | Bosnien und Herzegowina | 5:0 (Wertung) Spielbericht | Kirgisistan | Ice Rink, Abu Dhabi Zuschauer: (66) |

| 3. April 2019 16:00 Uhr | 3. April 2019 14:00 Uhr | Hongkong | 6:5 (0:3, 3:2, 3:0) Spielbericht | Thailand | Ice Rink, Abu Dhabi Zuschauer: 56 |

| 3. April 2019 20:00 Uhr | 3. April 2019 18:00 Uhr | Vereinigte Arabische Emirate | 13:1 (5:0, 8:0, 0:1) Spielbericht | Kuwait | Ice Rink, Abu Dhabi Zuschauer: 87 |

| 4. April 2019 12:00 Uhr | 4. April 2019 10:00 Uhr | Kirgisistan | 0:5 (Wertung) Spielbericht | Hongkong | Ice Rink, Abu Dhabi Zuschauer: (44) |

| 4. April 2019 16:00 Uhr | 4. April 2019 14:00 Uhr | Kuwait | 0:9 (0:2, 0:3, 0:4) Spielbericht | Bosnien und Herzegowina | Ice Rink, Abu Dhabi Zuschauer: 52 |

| 4. April 2019 20:00 Uhr | 4. April 2019 18:00 Uhr | Thailand | 2:8 (1:4, 1:3, 0:1) Spielbericht | Vereinigte Arabische Emirate | Ice Rink, Abu Dhabi Zuschauer: 123 |

| 6. April 2019 12:00 Uhr | 6. April 2019 10:00 Uhr | Kuwait | 1:9 (0:0, 1:4, 0:5) Spielbericht | Thailand | Ice Rink, Abu Dhabi Zuschauer: 47 |

| 6. April 2019 16:00 Uhr | 6. April 2019 14:00 Uhr | Hongkong | 7:0 (3:0, 1:0, 3:0) Spielbericht | Bosnien und Herzegowina | Ice Rink, Abu Dhabi Zuschauer: 39 |

| 6. April 2019 20:00 Uhr | 6. April 2019 18:00 Uhr | Vereinigte Arabische Emirate | 4:7 (2:3, 1:0, 1:4) Spielbericht | Kirgisistan | Ice Rink, Abu Dhabi Zuschauer: 580 |

| Pl. |                              | Sp | S | OTS | OTN | N | Tore  | Punkte |
| 1.  | Vereinigte Arabische Emirate | 5  | 4 | 0   | 0   | 1 | 46:14 | 12     |
| 2.  | Hongkong                     | 5  | 4 | 0   | 0   | 1 | 31:18 | 12     |
| 3.  | Thailand                     | 5  | 2 | 1   | 0   | 2 | 26:19 | 8      |
| 4.  | Bosnien und Herzegowina      | 5  | 2 | 0   | 1   | 1 | 21:22 | 7      |
| 5.  | Kuwait                       | 5  | 1 | 0   | 0   | 4 | 09:43 | 3      |
| 6.  | Kirgisistan                  | 5  | 1 | 0   | 0   | 4 | 07:24 | 3      |

Abkürzungen: Pl. = Platz, Sp = Spiele, S = Siege, OTS = Siege nach Verlängerung (Overtime) oder Penaltyschießen, OTN = Niederlagen nach Verlängerung oder Penaltyschießen, N = Niederlagen

Erläuterungen: Aufsteiger in die Division IIIA, Absteiger in die Division IV

### Division-III-Qualifikant
| Division-III-Qualifikant Vereinigte Arabische Emirate | Saif Al Ameri, Faisal Al Baloushi, Ahmed Al Dhaheri, Juma Al Dhaheri, Mohammed Al Dhaheri, Mohamed Al Kaabi, Arzjom Karkozki, Khalifa Al Mahrouqi, Mubarak Al Mazrouei, Suhail Al Mehairi, Saeed Al Nuaimi, Nils Remess, Artur Sainutdinow, Wital Sauko, Mohammed Al Shamisi, Omar Al Shamisi, Ahmed Al Suwaidi, Khaled Al Suwaidi, Salem Al Yafeai, Mohamed Al Zaabi Trainer: Arzjom Sjankewitsch |

### Auf- und Abstieg
| Absteiger in die Division IIIB:    | Südafrika                    |
| Qualifikant für die Division IIIA: | Vereinigte Arabische Emirate |
| Absteiger in die Division IV:      | Kuwait, Kirgisistan          |